# Saltsjöbaden
Saltsjöbaden är en tätort i Nacka kommun, ca 15 km från Stockholm, inom kommundelen Saltsjöbaden/Fisksätra. Saltsjöbaden omfattar Neglingeön, en halvö på cirka 75 hektar som ligger mellan Baggensfjärden och Neglingeviken och är förenad med fastlandet genom ett näs vid Rösunda vid den södra delen av Neglingeön. Därtill området väster om Neglingeviken till Lännerstasundet och Baggensstäket i norr och till Erstaviken i söder, med Igelboda, Ljuskärrsberget, Neglinge, Garvkroken, Tattby och Solsidan.
Saltsjöbaden tillkom på 1890-talet på initiativ av K.A. Wallenberg och Ernest Thiel, vars idé var att skapa en exklusiv villa- och badort vid Östersjökusten nära Stockholm. Ortens mest kända byggnad är Grand Hotel Saltsjöbaden som stod färdig 1893. Här slöts Saltsjöbadsavtalet den 20 december 1938 mellan Landsorganisationen i Sverige och Svenska Arbetsgivareföreningen. Idag är Saltsjöbaden ett riksintresse för kulturmiljövården.

## Historia

### Bakgrund till etableringen av samhället
Under 1800-talets senare hälft präglades Stockholm av ett intensivt byggande, och stadens befolkning mer än tredubblades från 93 000 till 300 500 individer mellan 1850 och 1900. Den mindre bemedlade arbetarklassen tvingades leva med bostadsnöd och i kåkstäder medan den välsituerade borgarklassen började flytta ut ur staden, men inte på grund av bostadsbrist utan på grund av nya boendeideal och inte minst på grund av bristfälliga sanitära förhållanden i huvudstaden som var särskilt besvärliga sommartid. 
Flera nya villastäder uppstod runt Stockholm, några var misslyckade försök medan andra blev ytterst framgångsrika. Till de senare hörde Djursholm, som grundades 1889 av bankdirektören Henrik Palme. I Djursholm hade finansmannen K.A. Wallenberg möjligtvis en sporrande förebild både i att bidra till samhällsutvecklingen och att skapa en ekonomisk framgång. Vinstsyfte var således inte enda anledningen att ge sig in i ett sådant projekt. Wallenberg lär vid något tillfälle ha yttrat att han visste många mycket bättre sätt att tjäna pengar. Affärsidén ”Saltsjöbaden” kläcktes under 1880-talet när affärskompanjonerna K.A. Wallenberg och Ernest Thiel var på en resa till den mycket kända badorten Trouville-sur-Mer i Normandie i nordvästra Frankrike. Något liknande skulle kanske kunna tillämpas i Sverige.

### Markköpet

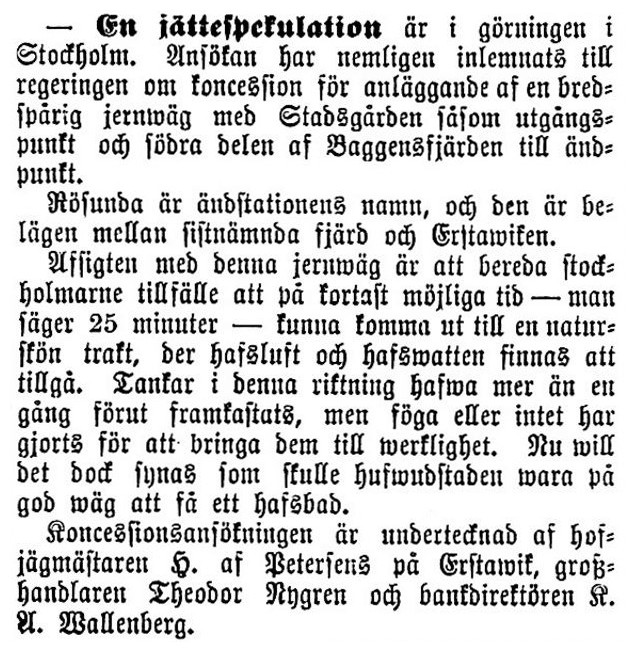
Tidningen "Kalmar" av den 8 juli 1889.

Till en början fann man ett lämpligt område vid Östersjökusten i Tyresö socken, men innan köpekontraktet signerades kom ett erbjudande från hovjägmästaren Herman Magnus af Petersens, dåvarande ägare av godset Erstavik i Nacka socken. Det avgörande tipset kom från grosshandlaren i glasvaror Theodor Nygren. Han skulle bli den förste att låta uppföra sitt sommarhus, den Nygrenska villan i det nya samhället.
Den 4 juli 1889 undertecknades kontraktet av K.A. Wallenberg. Kort därefter undertecknades även en koncessionsansökan för en järnväg mellan Stadsgården och Baggensfjärden av Wallenberg, Nygren och af Petersens. Området omfattade 890 hektar mark belägen mellan Baggensfjärden, Lännerstasundet och Erstaviken. Köpeskillingen uppgick till 250 000 kronor (motsvarande drygt 16 miljoner kronor i 2015 års köpkraft) som kom att tillföras fideikommisset Erstavik som kapital. Landskapet karakteriserades av skog, kala bergstoppar, djupa dalstråk och förkastningsbranter. Vid köpet bodde här ungefär 75 personer (1910 var det 2 286). 
Affären uppmärksammades i dagspressen och den 8 juli 1889 skrev tidningen Kalmar bland annat:

"En jättespekulation är i görningen i Stockholm. Ansökan har nemligen inlemnats till regeringen om koncession för anläggande af en bredspårig jernwäg med Stadsgården såsom utgångspunkt och södra delen af Baggensfjärden till ändpunkt. Rösunda är ändstationens namn och den är belägen mellan sistnämnda fjärd och Erstawiken. Afsigten med denna jernwäg är att bereda stockholmarne tillfälle att på kortast möjliga tid — man säger 25 minuter — kunna komma ut till en naturskön trakt, der hafsluft och hafswatten finnas att tillgå. Tankar i denna riktning hafwa mer än en gång förut framkastats, men föga eller intet har gjorts för att bringa dem till werklighet. Nu will det dock synas som skulle hufwudstaden wara på god wäg att få ett hafsbad. Koncessionsansökningen är undertecknad af hofjägmästaren H. af Petersens på Erstawik, grosshandlaren Theodor Nygren och bankdirektören K.A. Wallenberg."
Året efter köpet tog K.A. Wallenberg med sig landshövdingen i Stockholms län, Robert Themptander, och överståthållaren i Stockholms stad, Claës Gustaf Adolf Tamm, upp på Karlsbaderberget (sedan 1931 plats för Saltsjöbadens observatorium) och förklarade sin vision att viken nedanför berget skulle bli en blomstrande badort. I denna oländiga, väglösa terräng planerade Wallenberg alltså att låta anlägga en exklusiv badort och villastad av kontinentalt snitt, som sedermera kallades Saltsjöbaden. Det är oklart om Wallenbergs avsikt var att låta Saltsjöbaden enbart bli badort med havsbad och hotell samt sommarvillor eller om även permanent bosättning var planerad. Känt är att K. A. Wallenberg och hans halvbröder Gustaf, Oscar och Marcus var djupt oense om "projektet Saltsjöbaden". De senare ansåg att det var ett för stort ekonomiskt risktagande.

### Saltsjöbadens utveckling

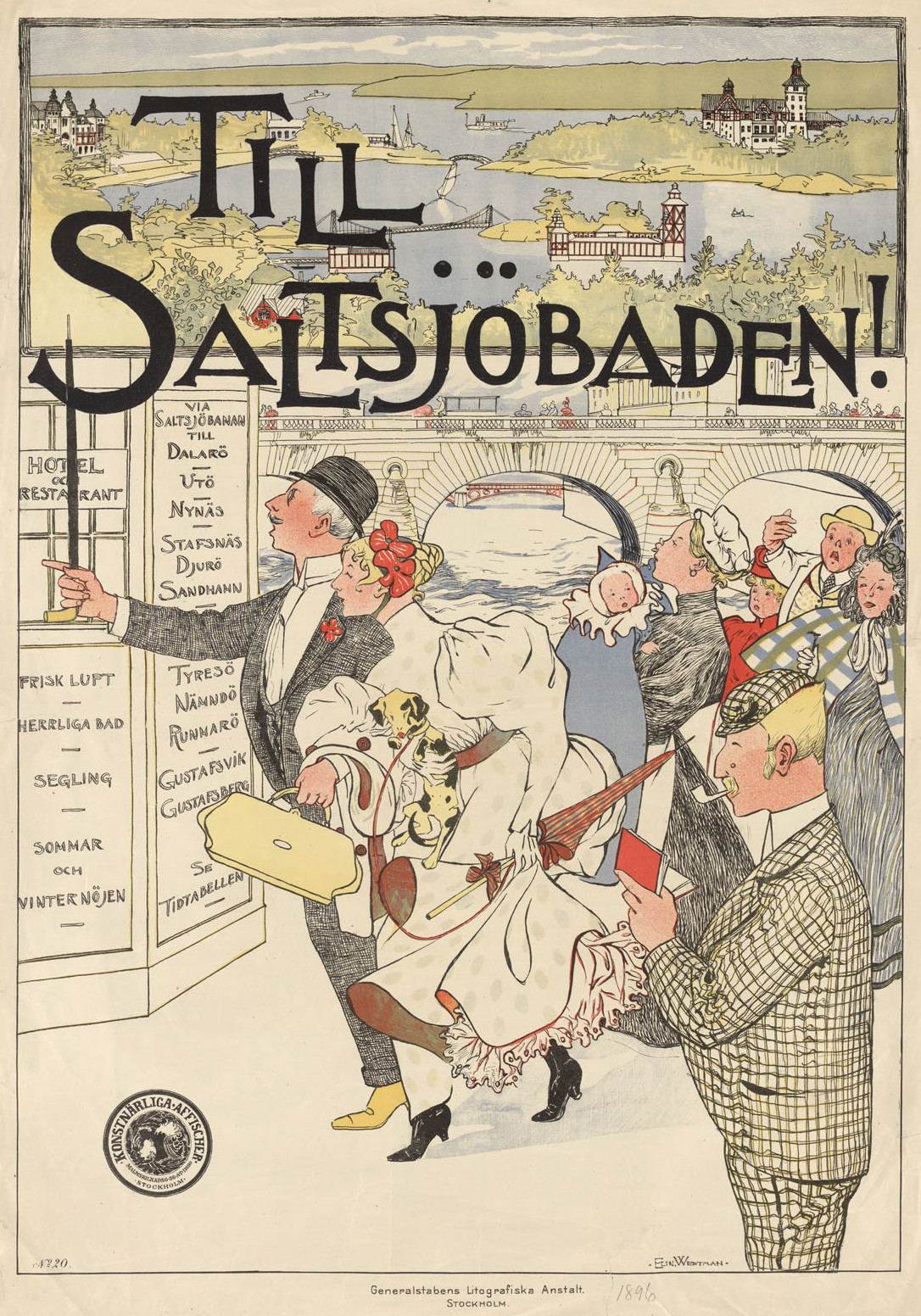
"Till Saltsjöbaden!", reklamaffisch från 1896.

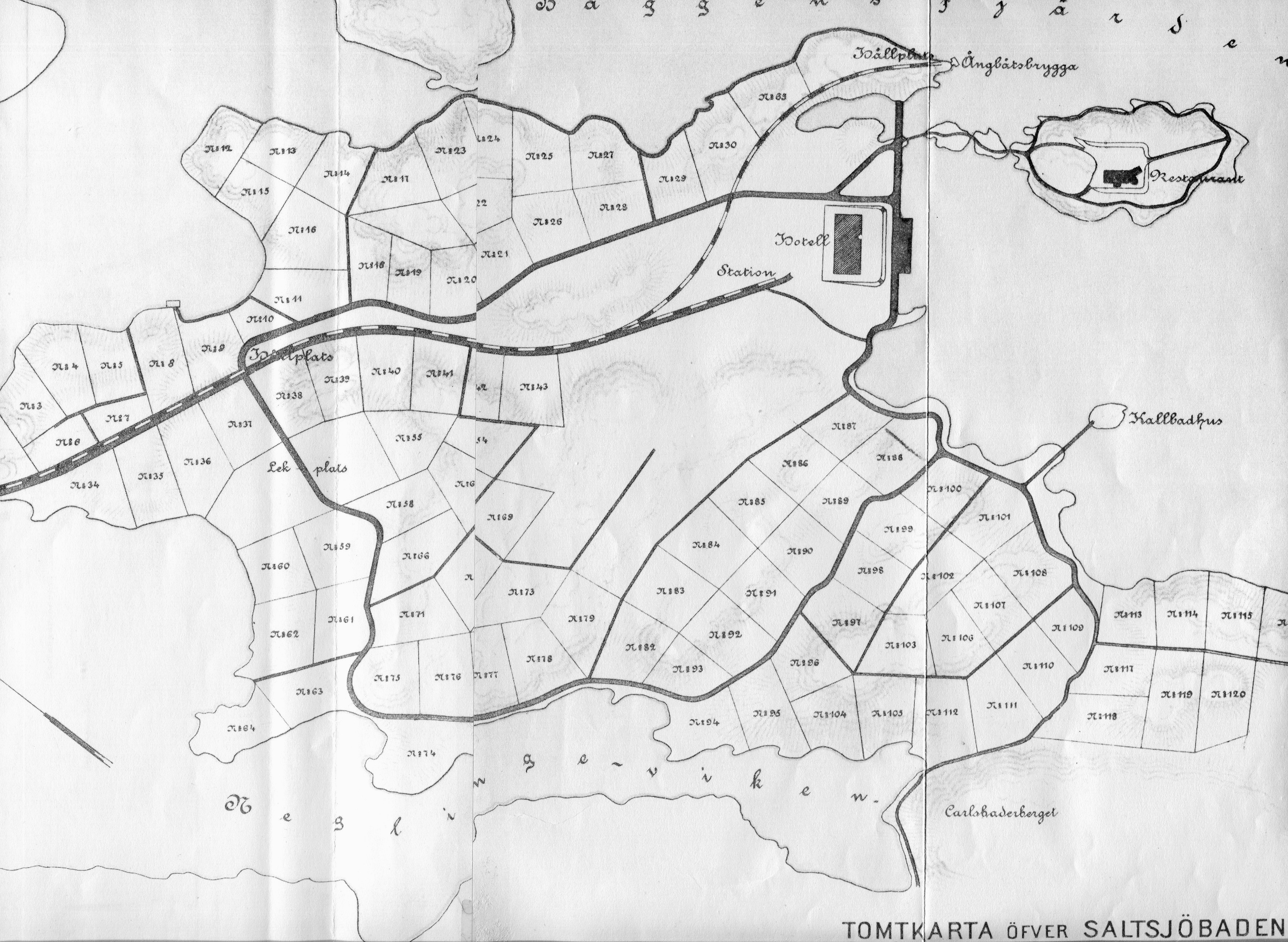
Saltsjöbadens första tomtkarta från 1892.

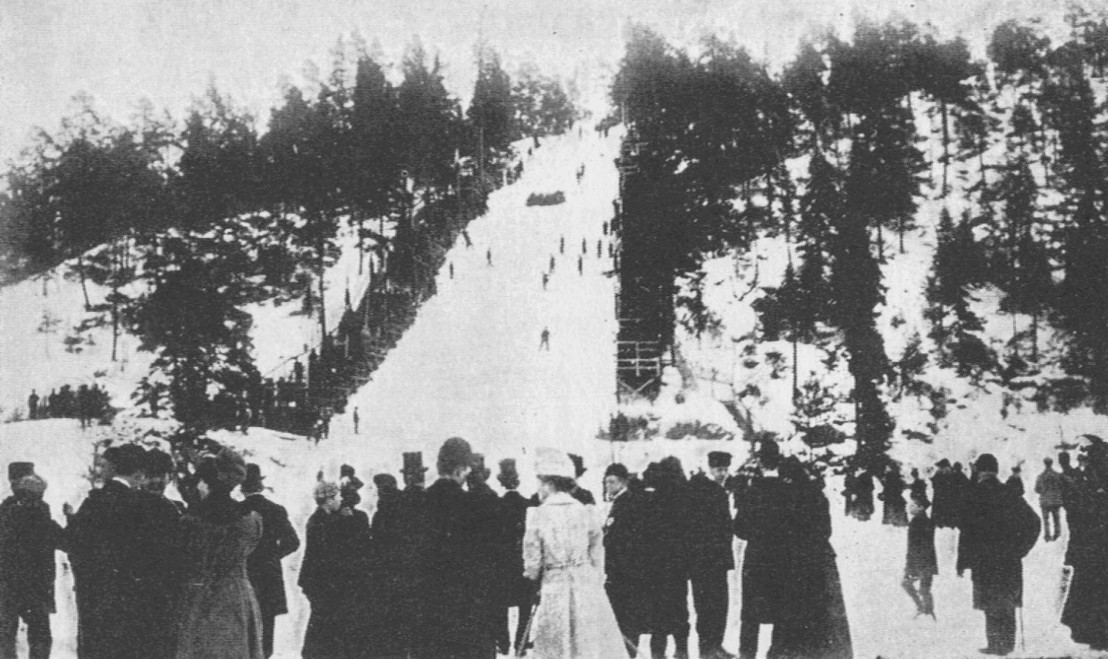
Saltsjöbadens hoppbacke 1910.

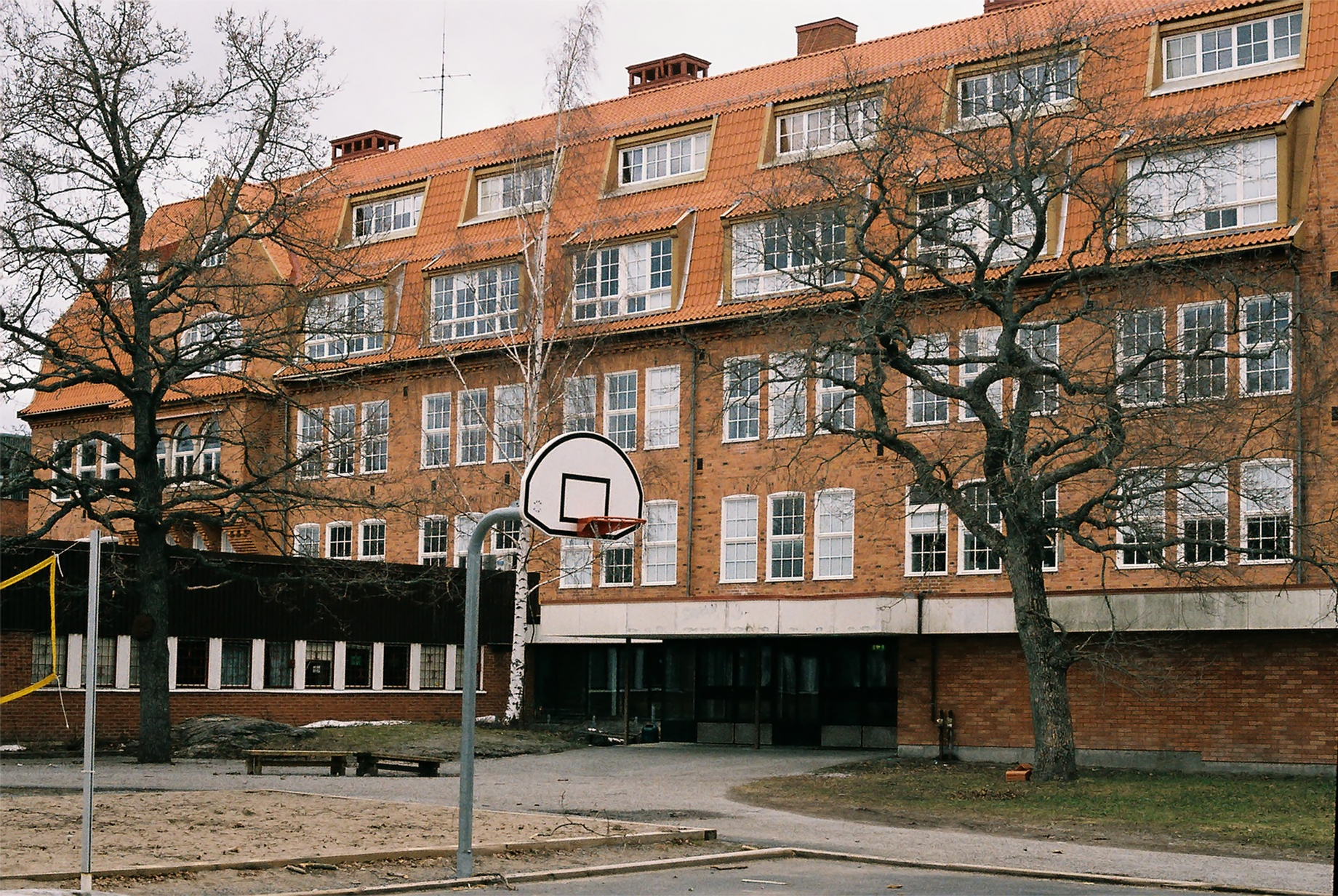
Saltsjöbadens Samskola byggdes 1915.

År 1891, två år efter markköpet, bildades Järnvägsaktiebolaget Stockholm-Saltsjön, som övertog äganderätten till området. Bolagets största aktieägare var K.A. Wallenberg och näst största var Ernest Thiel. Företagets uppgift var dels att anlägga en järnväg mellan Saltsjöbaden och Stockholm, dels att stycka av och försälja tomter. Bolaget lät även bygga på östra stranden av halvön Grand Hotel Saltsjöbaden, och på en mindre ö, senare kallad Restaurantholmen, Grand Restaurant, även den en slottslik byggnad och båda dessa är byggda efter ritningar av arkitekt Erik Josephson. Restaurangen brann ned 1968. På och intill Badholmen söder om hotellet byggdes ett herr- och ett dambadhus. Dambadhuset flyttades senare till nuvarande Restaurangholmen (se Saltsjöbadens friluftsbad). 
Vattnet vid Saltsjöbaden är ovanligt saltrikt för att vara inomskärs. Omgivningarna är natursköna och besöktes, liksom hotellet och restaurangen, mycket av stockholmsbor. Det var också välbeställda stockholmsbor som bebyggde samhället med sommarvillor. Saltsjöbadens äldsta delar präglas fortfarande av 1890-talets högreståndsarkitektur, ofta i en stil som kombinerar nationalromantik med östkustamerikanska stildrag som spåntäckta "tallkottefasader".
I samband med den nya bebyggelsen byttes det gamla namnet Rösunda (efter fiskartorpet med samma namn) till Saltsjöbaden, vilket skulle låta mer attraktivt.
Den första folkskolan i Saltsjöbaden var den mycket omtalade mönsterskolan vid Stockholmsutställningen 1897. Skolan inköptes och flyttades till Neglinge. I Saltsjöbaden tillkom även ett fullständigt läroverk (Saltsjöbadens Samskola) och ett sanatorium (Saltsjöbadens sjukhus), en monumental, borglik stenbyggnad i sex våningar ritad 1903 av arkitekterna Georg A. Nilsson och Ivar Nyqvist. Samskolan grundades 1895 som privatskola, själva skolbyggnaden från 1915 ritades Ture Stenberg och Victor Holmgren. År 1895 förvärvade järnvägsbolaget ytterligare mark om 500 hektar från Stora Sickla och Järla.
Även som turistort var Saltsjöbaden mycket besökt och det var en medelpunkt för Stockholms idrottsliv: segling på sommaren, på vintern isjaktssegling, skridskoåkning och skidlöpning. Särskilt tävlingar i backhoppning på Karlsbaderbergets nordsluttning söder om Neglingeviken var attraktiva och drog mycket folk. Enligt saltsjöbadsskildraren Gösta Blohm ville ledningen för Järnvägs AB Stockholm-Saltsjön göra Saltsjöbaden till ett svenskt Holmenkollen. År 1901 arrangerades de första internationella stortävlingarna i vinteridrott, Nordiska spelen, i Saltsjöbaden. En söndag i februari 1910 hölls den första svenska mästerskapstävlingen i backhoppning. På 1930-talet räknades Saltsjöbadens hoppbacke till en av Sveriges bästa. Än idag finns rester av bobsleighbanan från 1912, som ligger bredvid skidbacken i Vinterstadion. 
Redan 1896 fick Saltsjöbaden elektrisk gatubelysning och än i dag finns byggnaden för Saltsjöbadens elektricitetsverk kvar vid Dalaröbryggan. Elverket var Sveriges första med elförsörjning till privata bostadshus och byggdes i slutet av 1980-talet om till klubbhus och kansli för Kungliga Svenska Segelsällskapet (KSSS). En annan nymodighet var att samhället försågs med rinnande vatten från ett vattenverk intill Lundsjön–Dammsjön. På Karlsbaderberget anlades en vattenreservoar, 1902 hade rörnätet en längd av 13 kilometer. Vandrare kunde släcka sin törst med hjälp av "vattenkastare vid vägarne".
I Saltsjöbaden fanns även ett fåtal industrier, till exempel båtvarv, flera handelsbodar och många hantverkare. Men ledningen för Saltsjöbanan planerade redan på 1890-talet ett större, sammanhängande industriområde som skulle etableras vid en framtida kanal genom förkastningssprickan söder om Skogsön där det fanns en numera försvunnen farled på vikingatiden. Skogsöträsk är en rest av denna forntida vattenväg. Eftersom kanalen aldrig kom till stånd, blev det inte heller något industriområde.

### Administrativa tillhörigheter

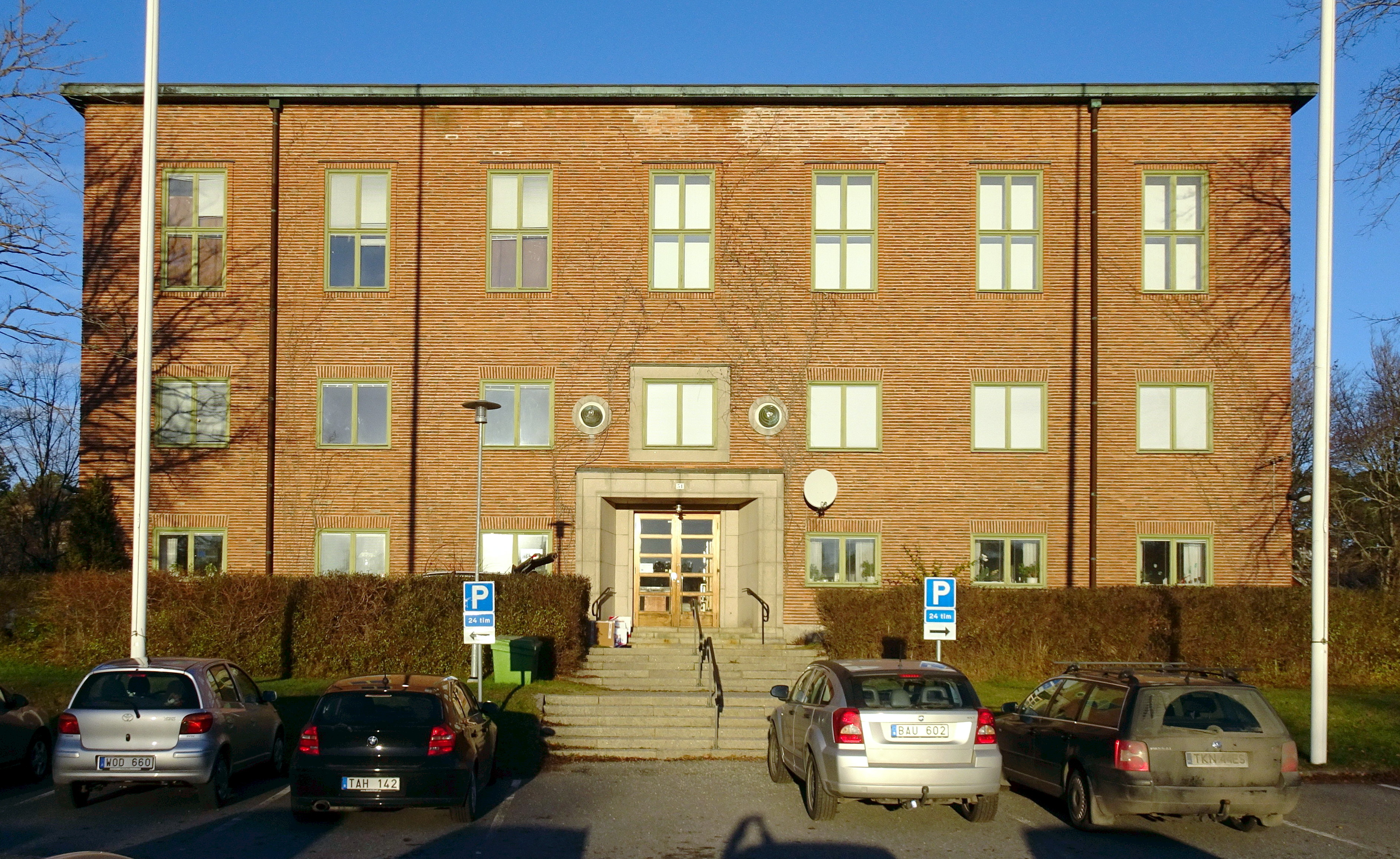
Saltsjöbadens köpings kommunalhus.

Området var ursprungligen beläget i Brännkyrka socken för att 1 maj 1887 vara en del av den då bildade Nacka socken. Från 1888 ingick området i Nacka landskommun och området bröts ur landskommunen och bildade den 1 januari 1909 Saltsjöbadens köping. Köpingen omfattade 1909 ett område på över 2.000 tunnland mark, nämligen egentliga Saltsjöbaden, Neglinge och Skogsö. 1950 införlivades Älgö, Gåsö med flera småöar som tidigare hört till Tyresö socken/landskommun. Köpingskommunen uppgick 1971 i Nacka kommun.
I kyrkligt hänseende har orten sedan 1 maj 1913 hört till Saltsjöbadens församling och Nacka församling innan dess. År 1913 bildades en egen församling, sedan samhället fått en påkostad kyrka, Uppenbarelsekyrkan, uppförd efter ritningar av Ferdinand Boberg och konstnärligt smyckad av bland andra Carl Milles med skulptural utsmyckning av kopparportar med reliefer i brons med mera, och med freskmålningar av Olle Hjortzberg. 
Orten ingick till 1916 i Svartlösa tingslag, därefter till 1930 i Svartlösa och Öknebo tingslag, därefter till 1959 i Södertörns domsagas tingslag, och sedan till 1971 i Svartlösa domsagas tingslag. År 1932, till K.A. Wallenbergs 80-årsdag, stod Saltsjöbadens köpings kommunalhus färdigt. Byggnaden hade bekostats av Wallenberg och var kommunal- och församlingshus mellan 1931 och 1970. Från 1971 till 1977 ingick Saltsjöbaden i Svartlösa domsaga och orten ingår sedan 1977 i Nacka domsaga.

### Historiska kartor

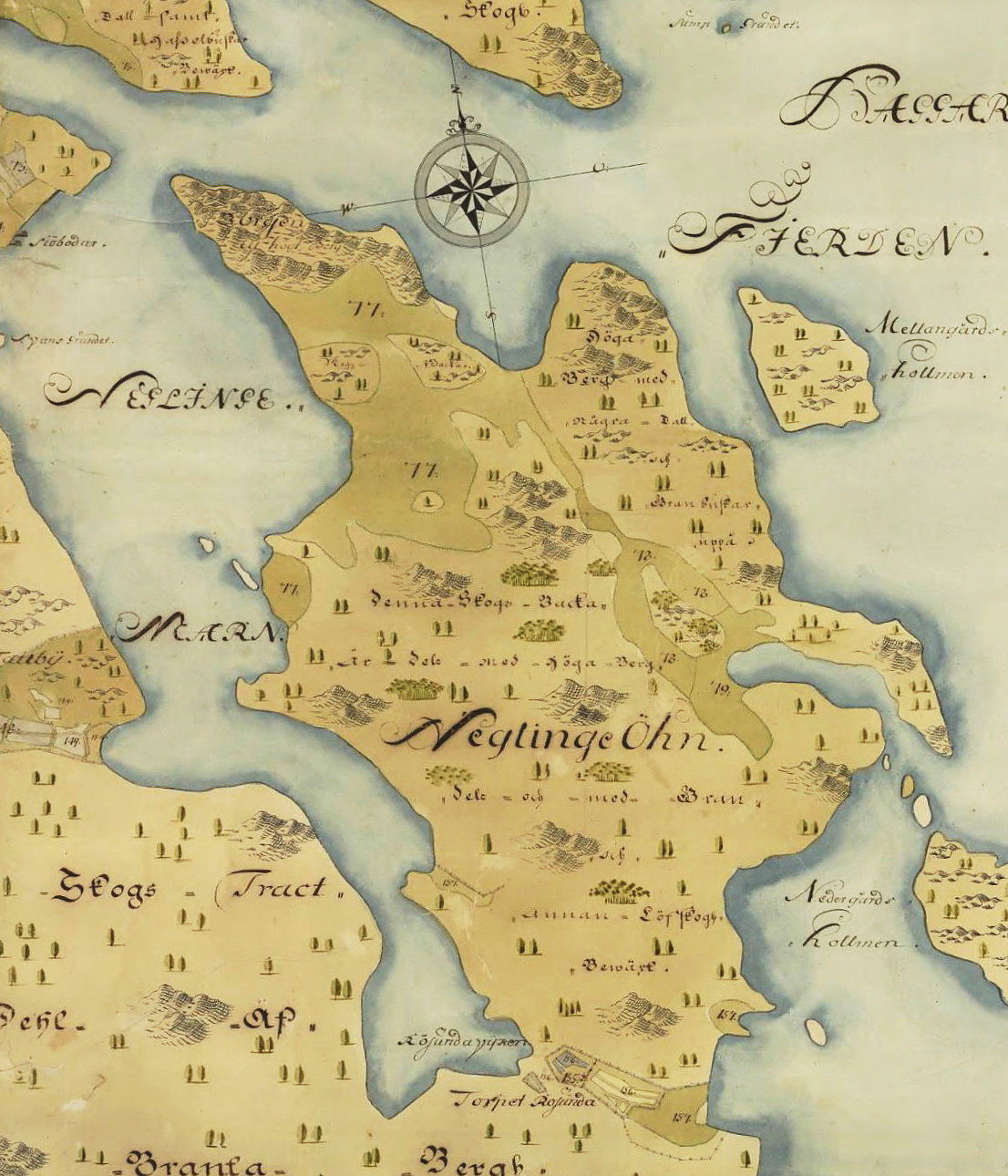
Neglingehalvön 1722.
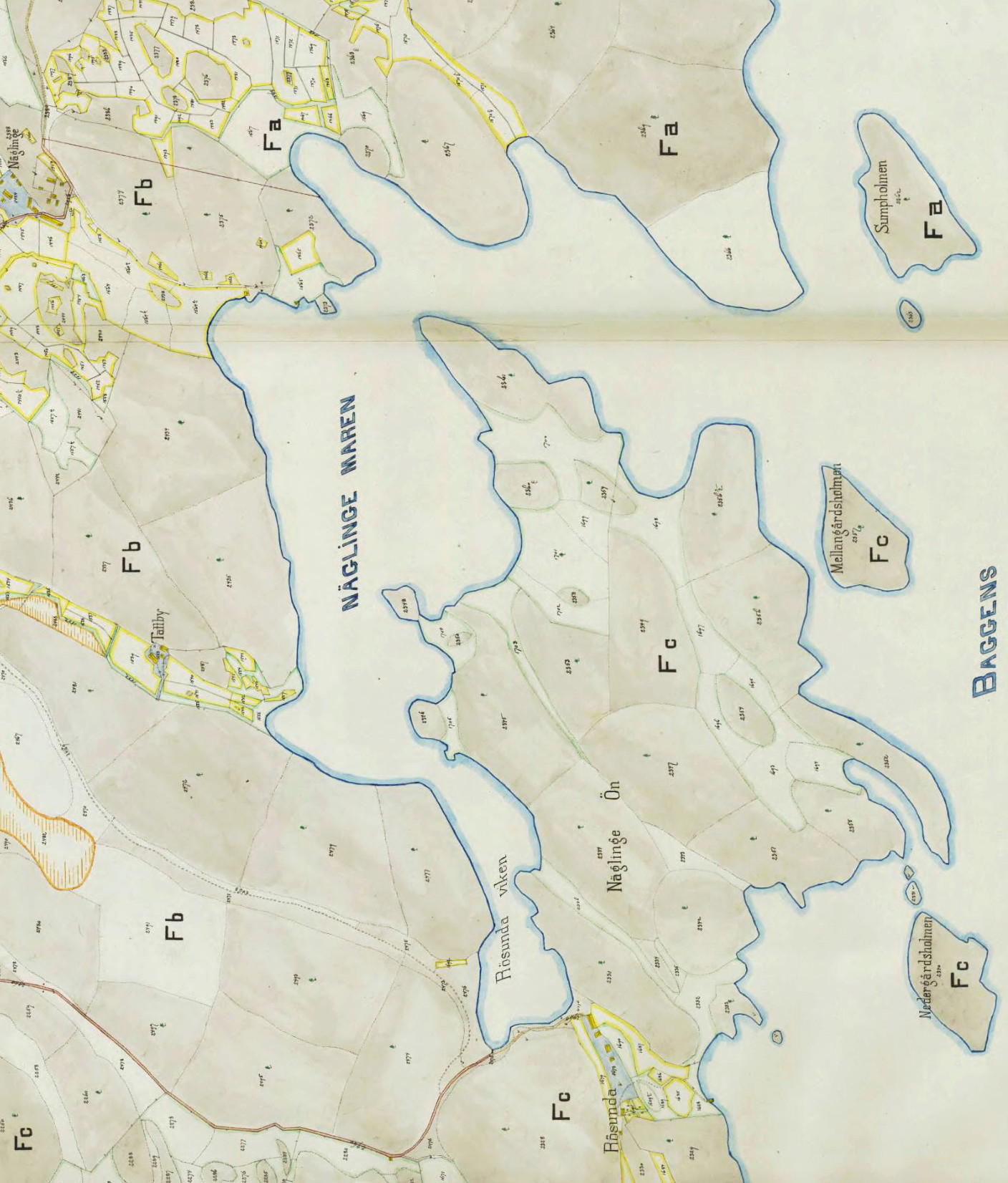
Neglingehalvön 1854-1891.
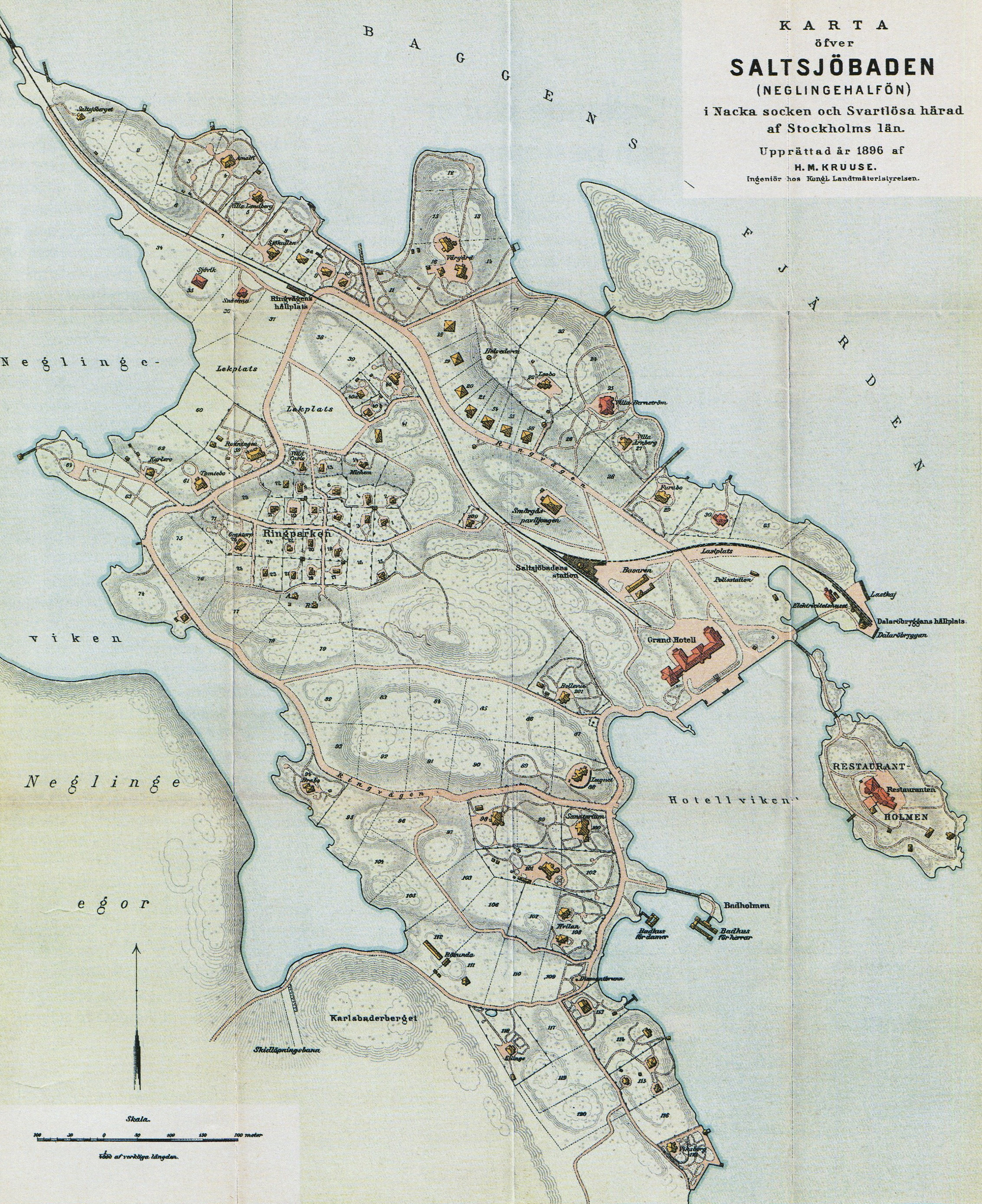
Saltsjöbaden 1896.
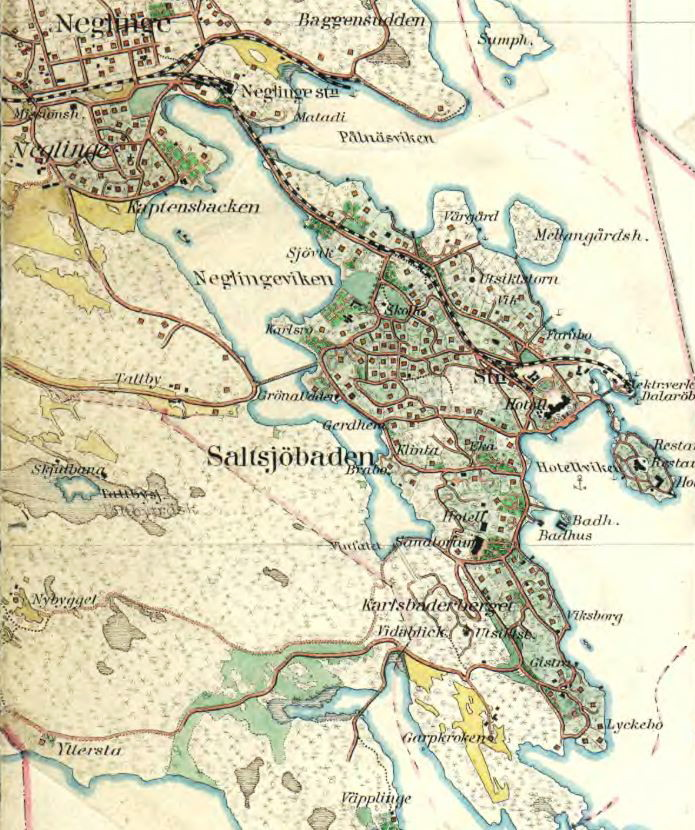
Saltsjöbaden 1901.
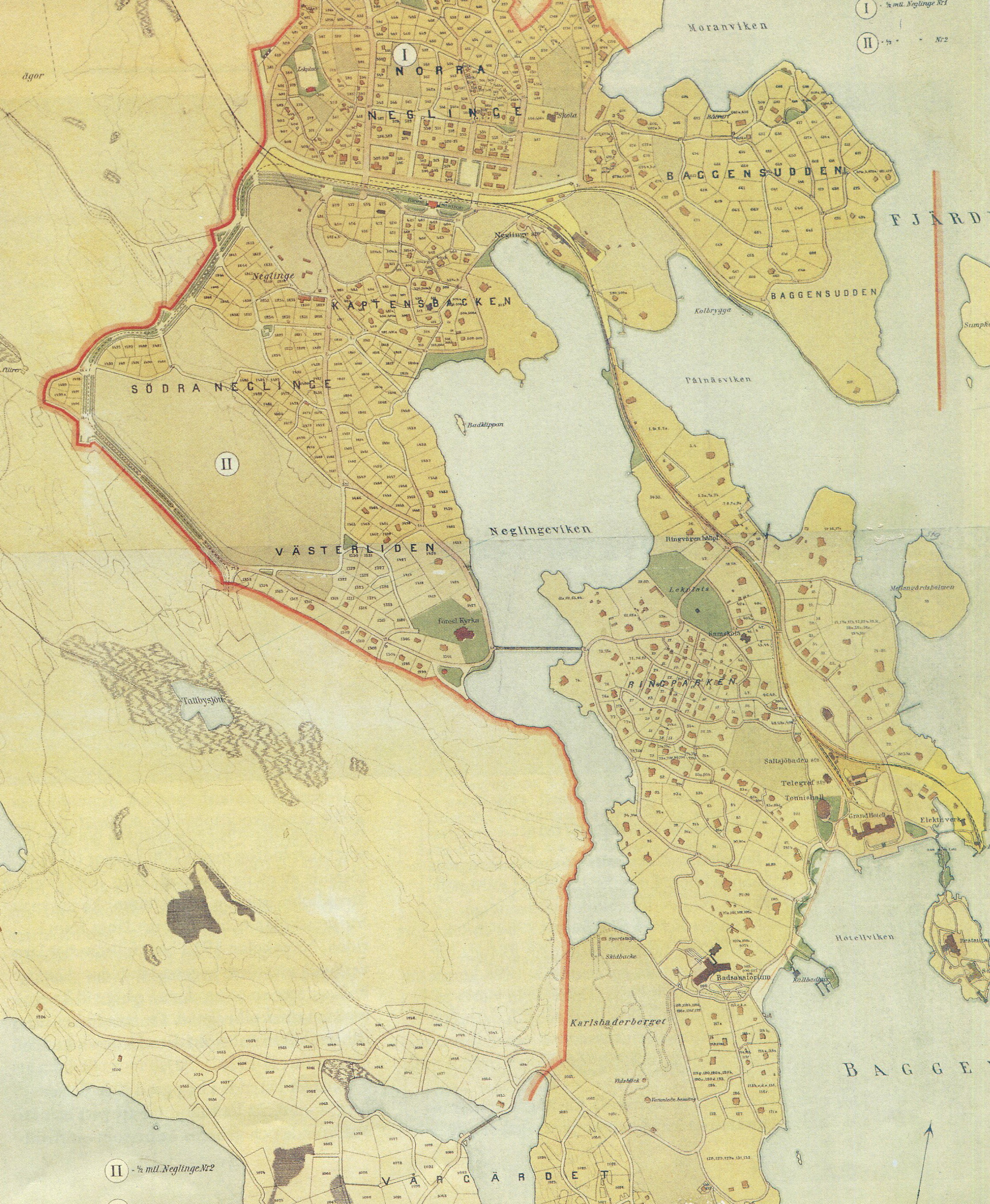
Saltsjöbaden 1909.

### Befolkningsutveckling

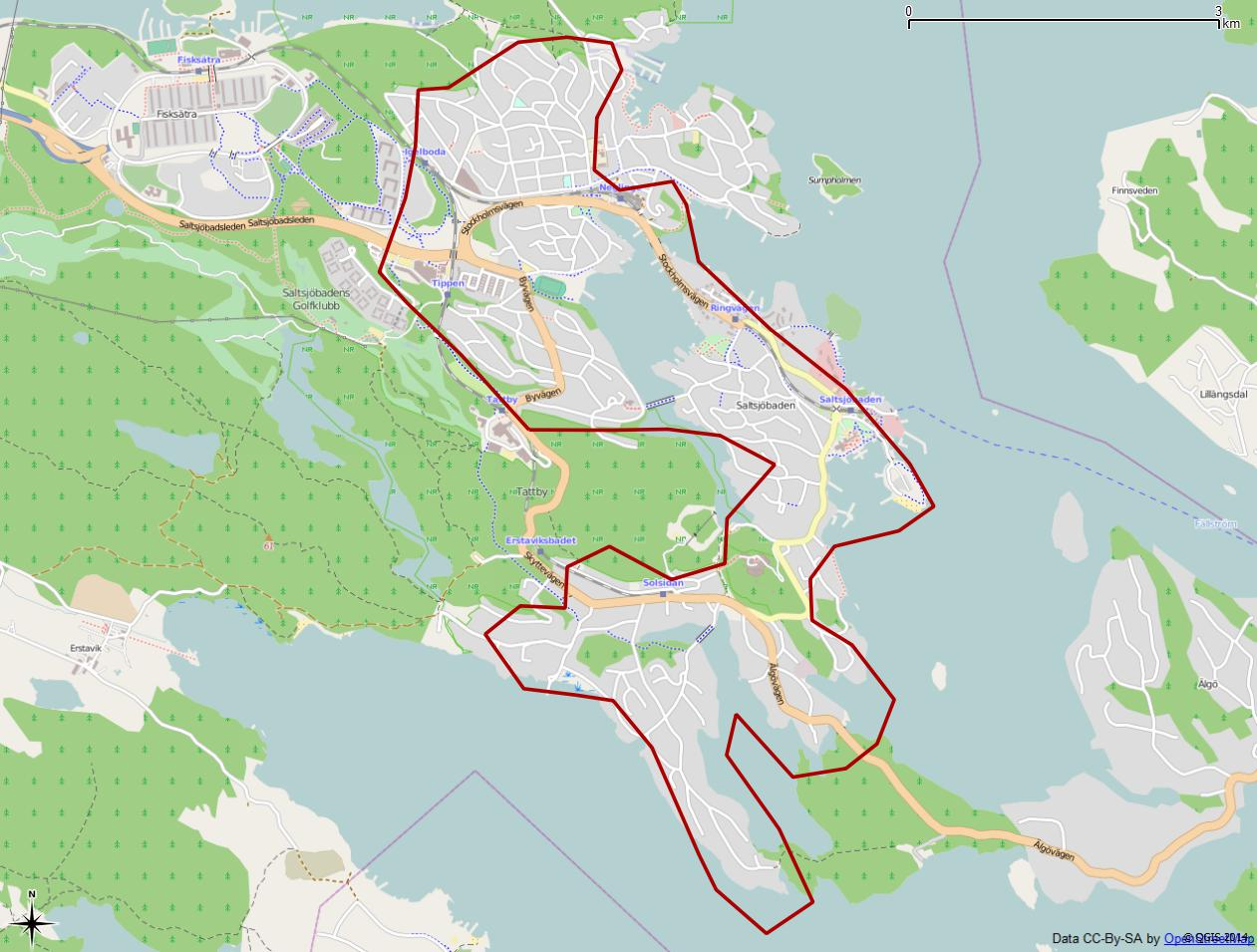
Tätorten Saltsjöbadens gränser 1990.

| Befolkningsutvecklingen i Saltsjöbaden 1900–2020                                        | Befolkningsutvecklingen i Saltsjöbaden 1900–2020 | Befolkningsutvecklingen i Saltsjöbaden 1900–2020 | Befolkningsutvecklingen i Saltsjöbaden 1900–2020 | Befolkningsutvecklingen i Saltsjöbaden 1900–2020 |
| --------------------------------------------------------------------------------------- | ------------------------------------------------ | ------------------------------------------------ | ------------------------------------------------ | ------------------------------------------------ |
|                                                                                         |                                                  |                                                  |                                                  |                                                  |
| År                                                                                      |                                                  |                                                  | Folkmängd                                        | Areal (ha)                                       |
| 1900                                                                                    | 1900                                             |                                                  | 645                                              | †                                                |
| 1960                                                                                    | 1960                                             |                                                  | 5 207                                            |                                                  |
| 1965                                                                                    | 1965                                             |                                                  | 6 153                                            |                                                  |
| 1970                                                                                    | 1970                                             |                                                  | 7 055                                            |                                                  |
| 1975                                                                                    | 1975                                             |                                                  | 8 113                                            |                                                  |
| 1980                                                                                    | 1980                                             |                                                  | 7 918                                            |                                                  |
| 1990                                                                                    | 1990                                             |                                                  | 8 199                                            | 521                                              |
| 1995                                                                                    | 1995                                             |                                                  | 8 246                                            | 528                                              |
| 2000                                                                                    | 2000                                             |                                                  | 8 606                                            | 538                                              |
| 2005                                                                                    | 2005                                             |                                                  | 8 937                                            | 539                                              |
| 2010                                                                                    | 2010                                             |                                                  | 9 491                                            | 542                                              |
| 2015                                                                                    | 2015                                             |                                                  | 9 477                                            | 524                                              |
| 2020                                                                                    | 2020                                             |                                                  | 9 517                                            | 526                                              |
| Anm.: Restaurangholmen ingår i tätorten sedan 2020 † Som köpingsliknande samhälle 1900. |                                                  |                                                  |                                                  |                                                  |

## Stadsbild

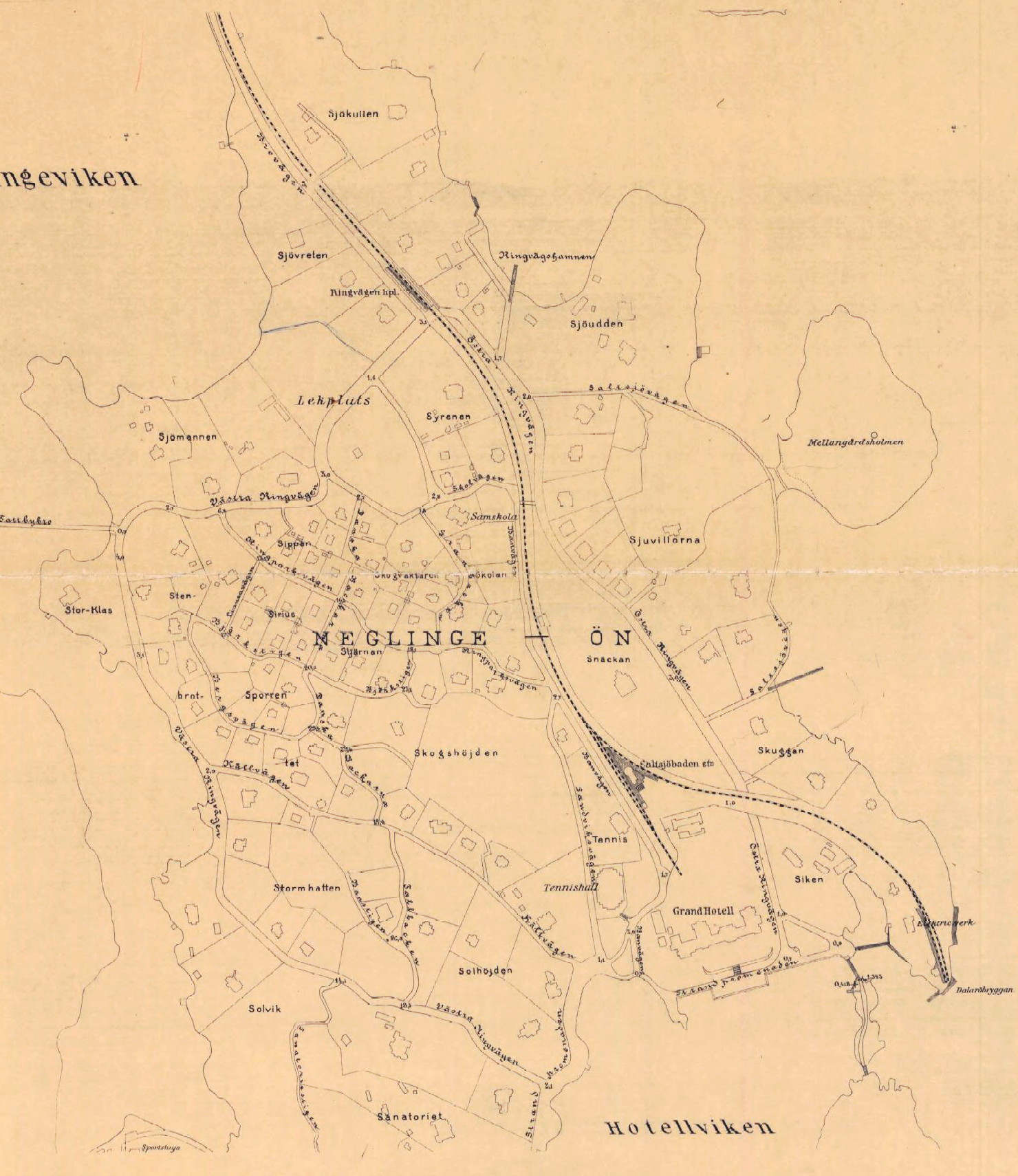
Del av Hallmans stadsplan från 1912.

På en tomtkarta från 1892 framgår att det var huvudsakligen Neglingeön som valdes för den nya villabebyggelsen. Kartan visar inte mindre än 120 avstyckade tomter och minst 64 var 1896 redan bebyggda med villor. De uppfördes främst längs med Ringvägens östra del och vid Saltsjöpromenaden samt  Neglingeöns centrala del som kallades Ringparken. Det dröjde inte många år innan samtliga tomter hade funnit sina köpare. Den första stadsplanen för Saltsjöbaden upprättades av arkitekten Hugo Rahm. Med kompletteringar av Per Olof Hallman blev den formellt antagen 1912.
Från den ursprungliga lantliga bebyggelsen som tillhörde godset Erstavik existerar fortfarande Neglinge gårds tre hus, idag en hembygdsgård och tillsammans med fiskartorpet Rösunda Saltsjöbadens äldsta bevarade byggnader. Stadsbilden präglas fortfarande av exklusiva, arkitektritade villor som uppfördes på 1890-talet, bland dem Sjuvillorna och Bernströmsta villan vid Ringvägen, Grünewaldvillan vid Saltsjöpromenaden och Sjötäppan (Villa Gadelius) vid Sjötäppsvägen. Flera av dem är numera byggnadsminnen. Villa Bikupan uppfördes 1892 som sommarnöje för bankdirektören och konstsamlaren Ernest Thiel efter ritningar av arkitekt Erik Josephson och är idag en av Saltsjöbadens äldsta bevarade villabyggnader. 
Under 1930-talet byggdes få villor, men efter andra världskriget ökade exploateringstakten igen. Då producerades även några hyreshus på Solsidan, exempelvis i kvarteret Vaxskivlingen, ritade av arkitekterna Erik och Tore Ahlsén. Bortsett från miljonprogramsområdet Fisksätra finns nästan inga hyresrätter. I ramen för miljonprogrammet uppfördes 1970-72 bostadsområdet Ljuskärrsberget, byggt av JM och ritat av FFNS. 1969 invigdes Tippens centrum (idag Saltsjöbaden centrum) vid station Tippen. Centrumanläggningen ritades av arkitekt Karl-Axel Bladh.
Till offentliga byggen räknas gamla Saltsjöbadens köpings kommunalhus uppförd 1932 och ritat av arkitekt Ture Ryberg. Från ungefär samma tid härrör Saltsjöbadens observatorium, arkitekt Axel Anderberg, vars högt belägna byggnader har blivit ett välkänt landmärke. Vår Gårds konferensanläggning som uppfördes 1958-59 efter ritningar av arkitekt Dag Ribbing och med Kooperativa Förbundet som beställare är en del av hotell- och konferensanläggningen Vår Gård. 
Nyproduktionen har under senare årtionden ofta tagit formen av exklusiva flerfamiljshus som upplåts med bostadsrätt. Exempel finns kring Moranviken, Pålnäsviken, på sjukhustomten och området intill Grand Hôtel, där ett nybyggt bostadshus rammades i januari 2013 av ett tågsätt av Saltsjöbanan (se Saltsjöbadsolyckan 2013). 

### Intressanta byggnader och områden (urval)
Alfabetisk ordning:
| Dalaröbryggan Garvkroken Grand Hotel Saltsjöbaden Grand Restaurant (brann ner 1968) Grünewaldvillan Hotellviken Karlsbaderberget Neglinge gård Neglingeviken Pressens villa (revs 1957) | Saltsjöbadens elektricitetsverk Saltsjöbadens friluftsbad Saltsjöbadens Samskola Saltsjöbadens sanatorium Saltsjöbadens observatorium Sjuvillorna Sjötäppan (Villa Gadelius) Skogsö Skogsö kapell Svärdsös naturreservat | Tattby naturreservat Uppenbarelsekyrkan Villa Amalfi Villa Baggås Villa Bikupan Villa Skärtofta Villa Snäckan Villa Stockenberg Vinterstadion Vår gård |

### Bilder

Villor
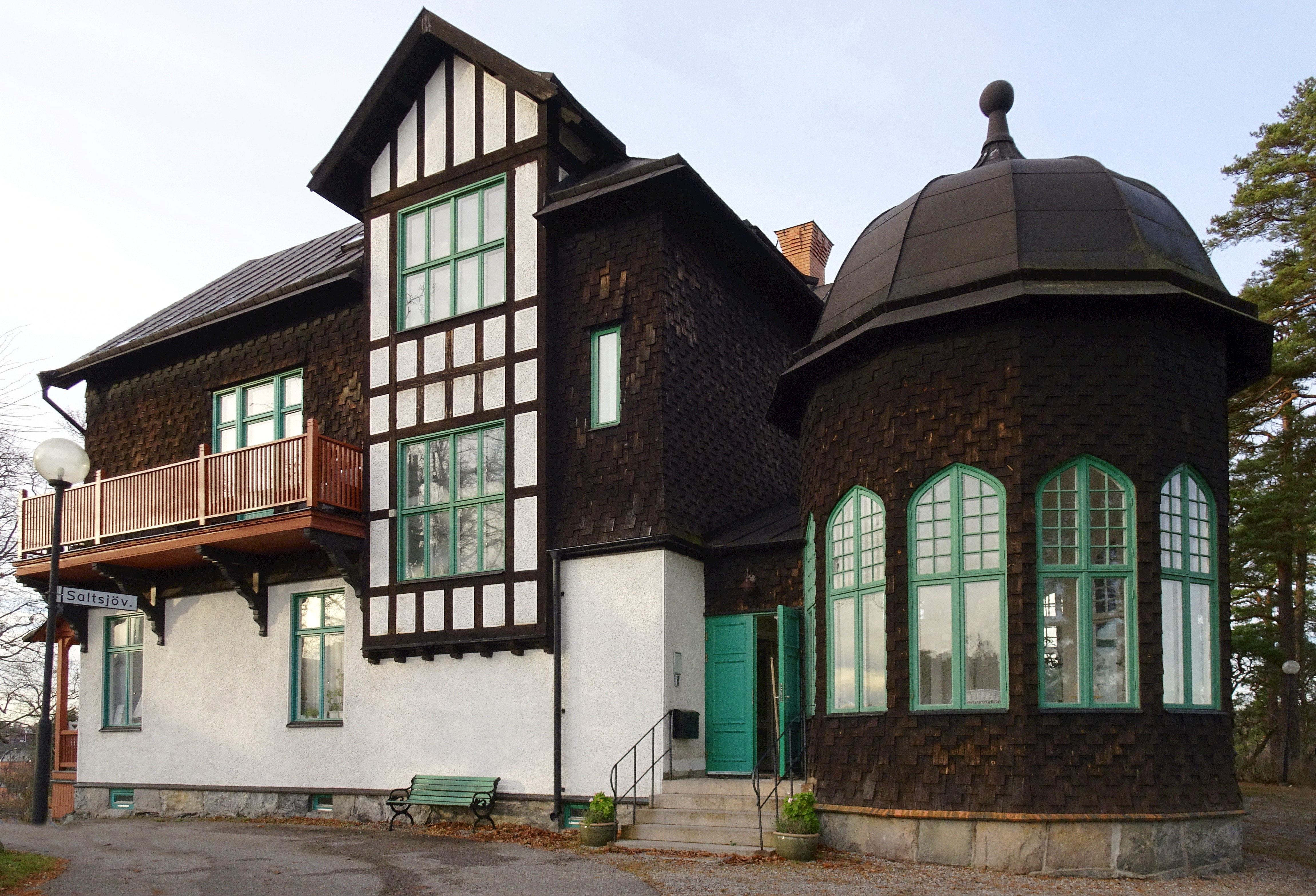
Villa Bikupan.
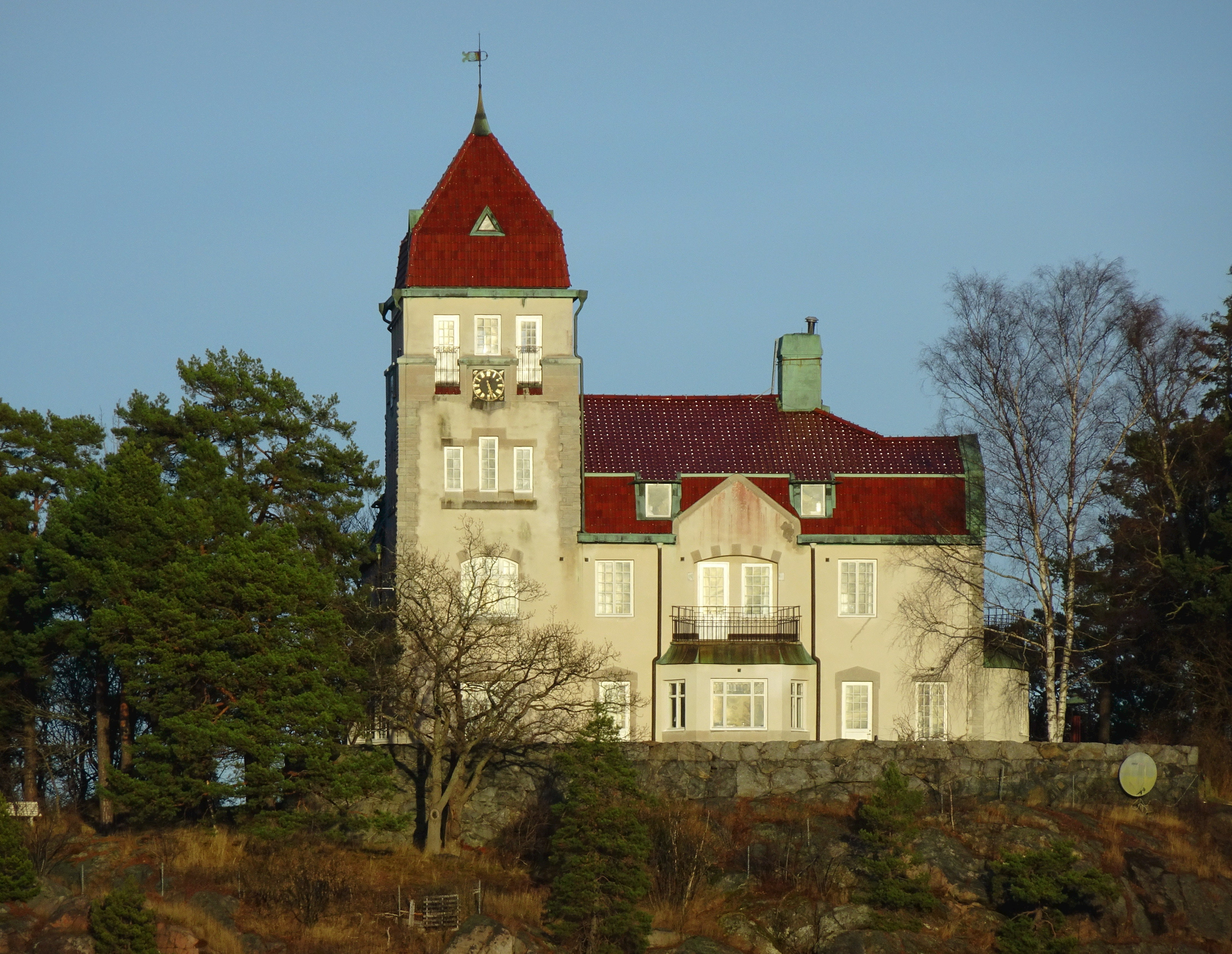
Villa Baggås.
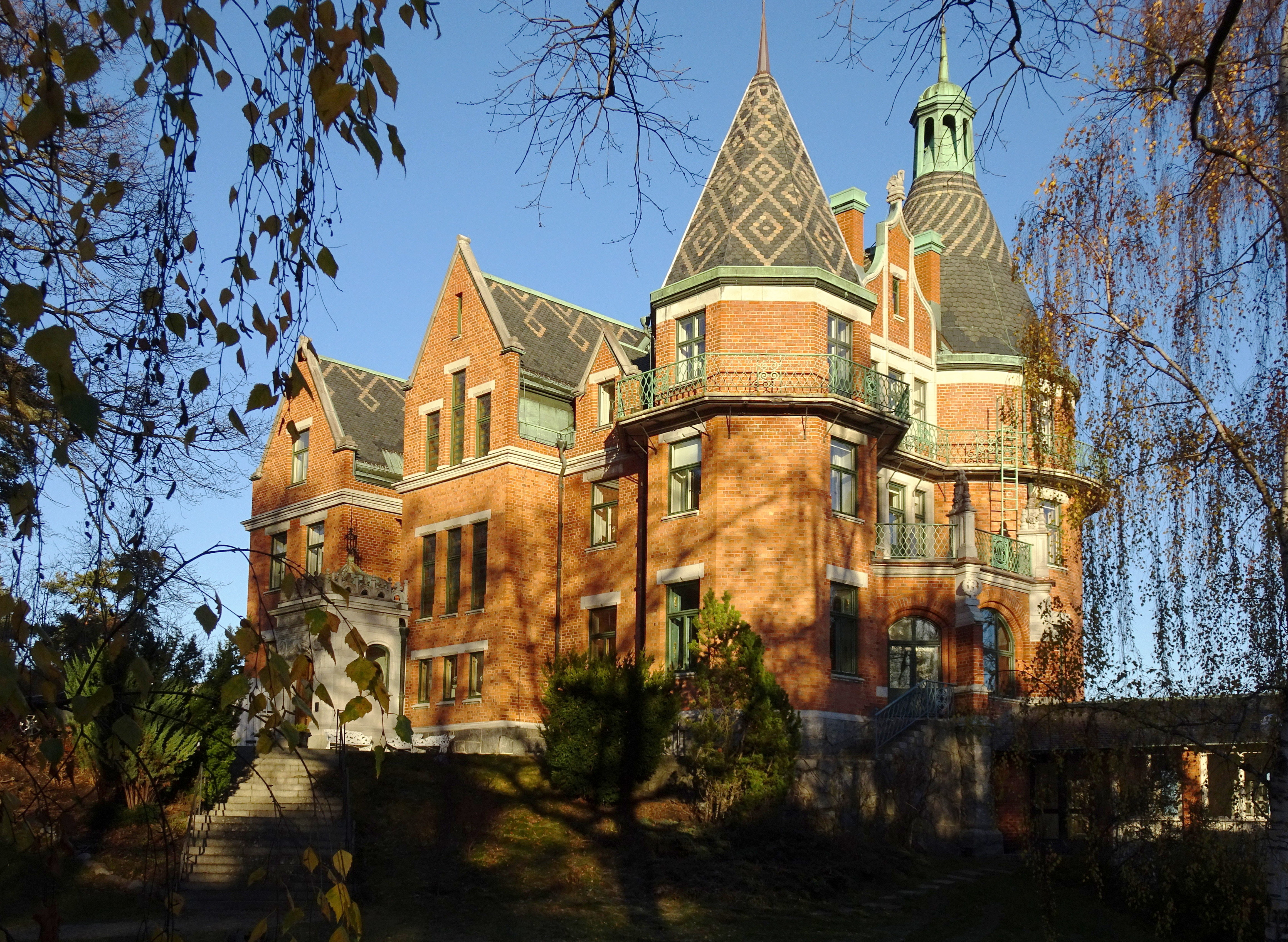
Villa Skärtofta.
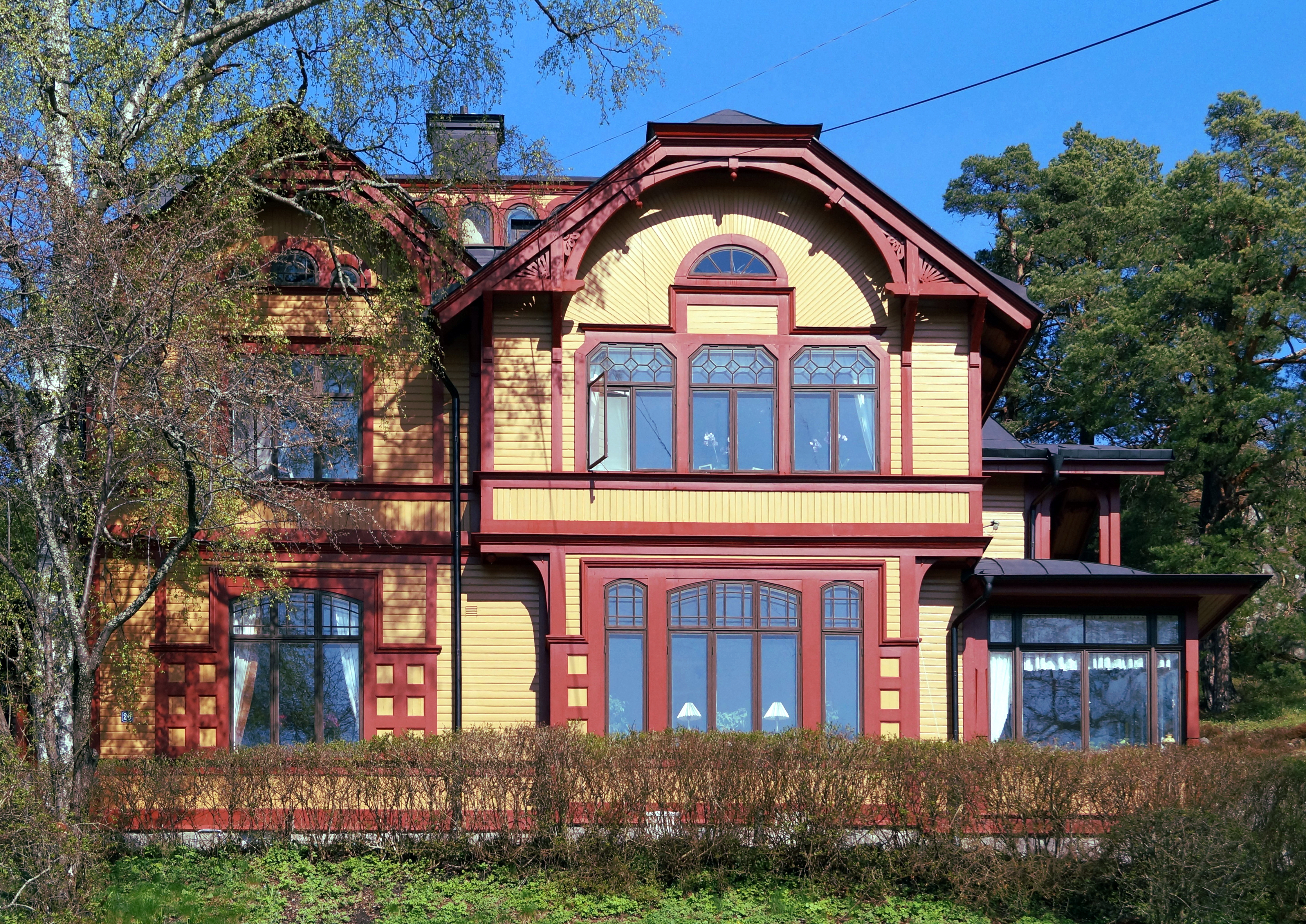
Sjuvilla nr 2.
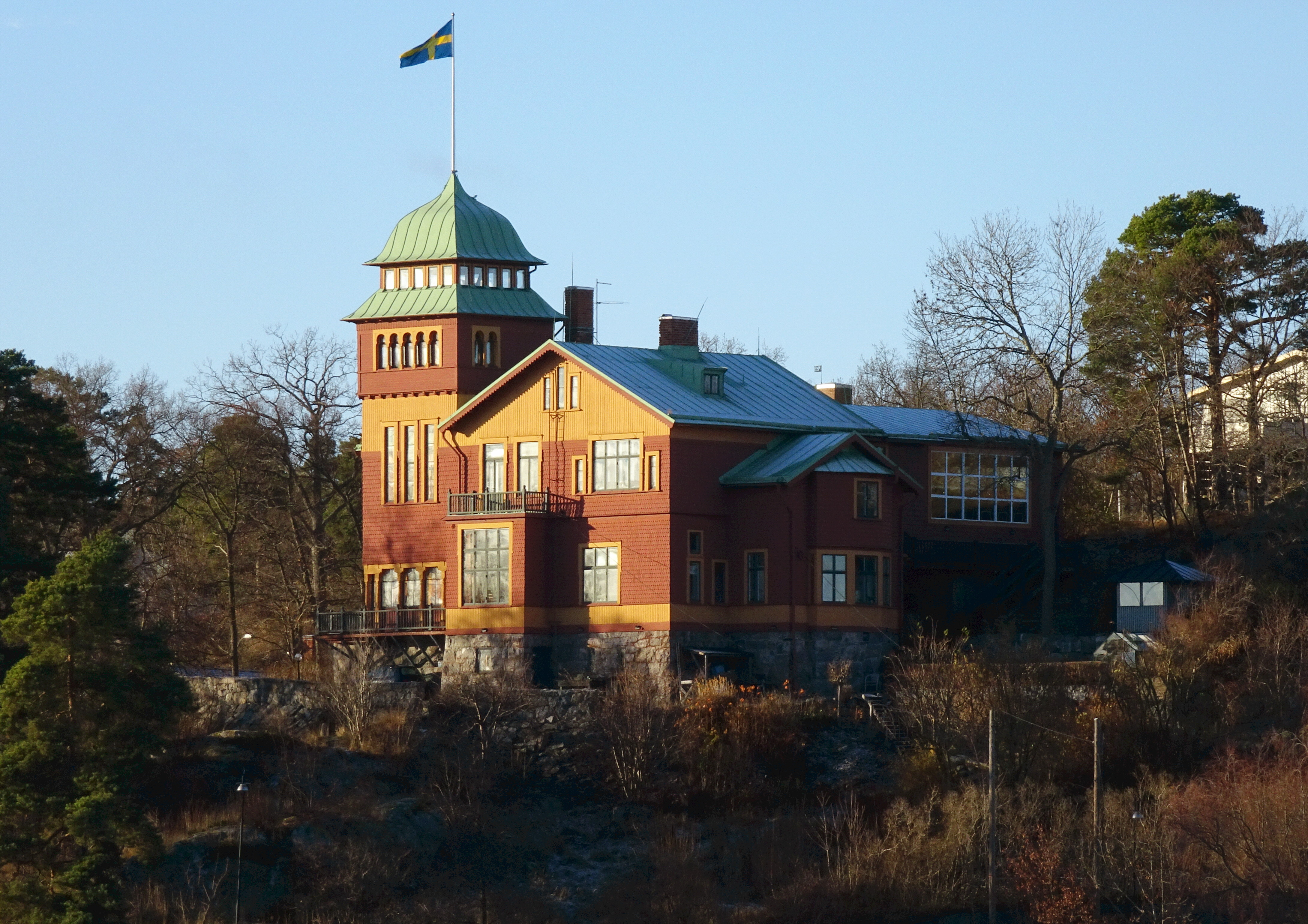
Grünewaldvillan.

Övriga byggnader
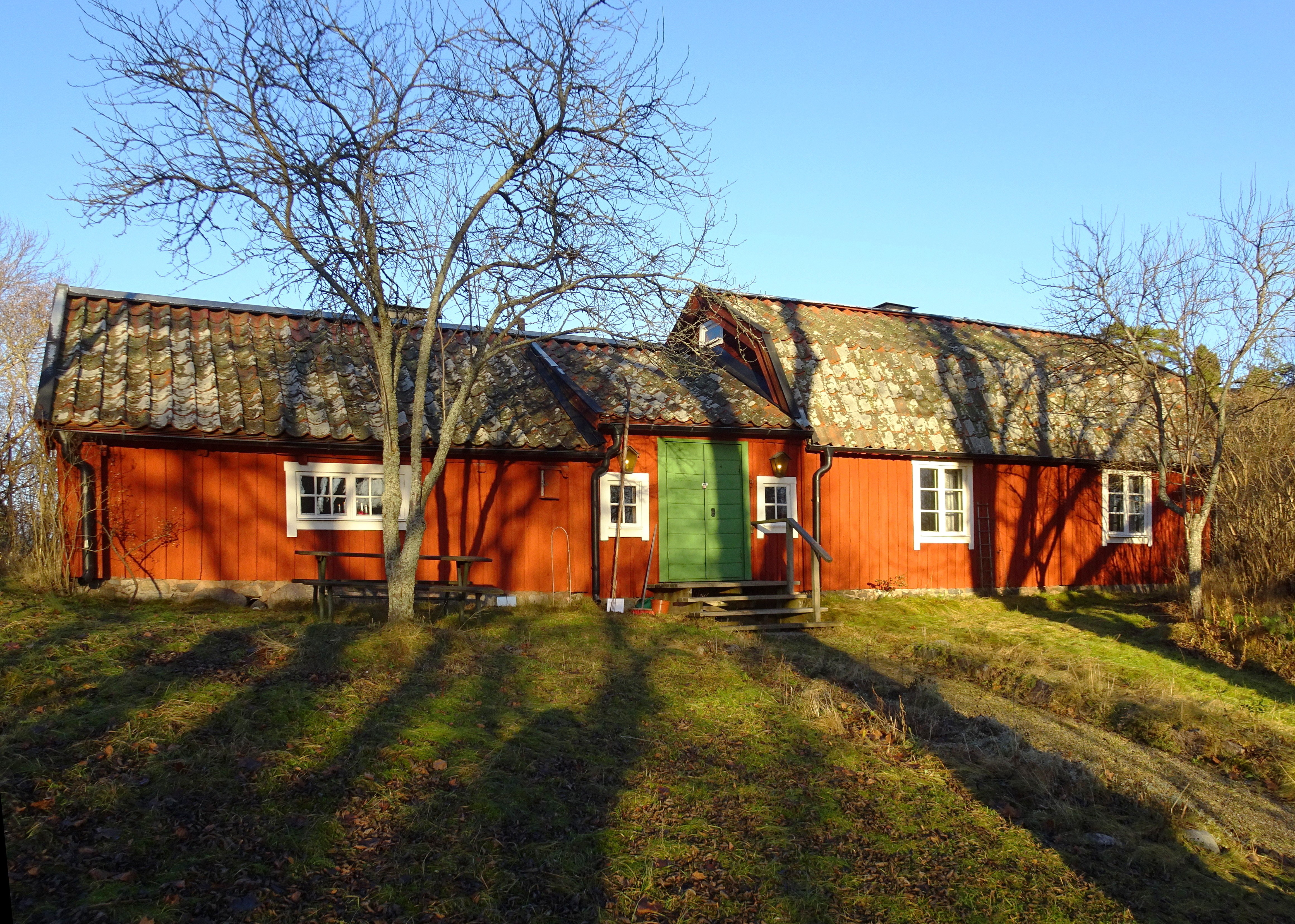
Neglinge gård.
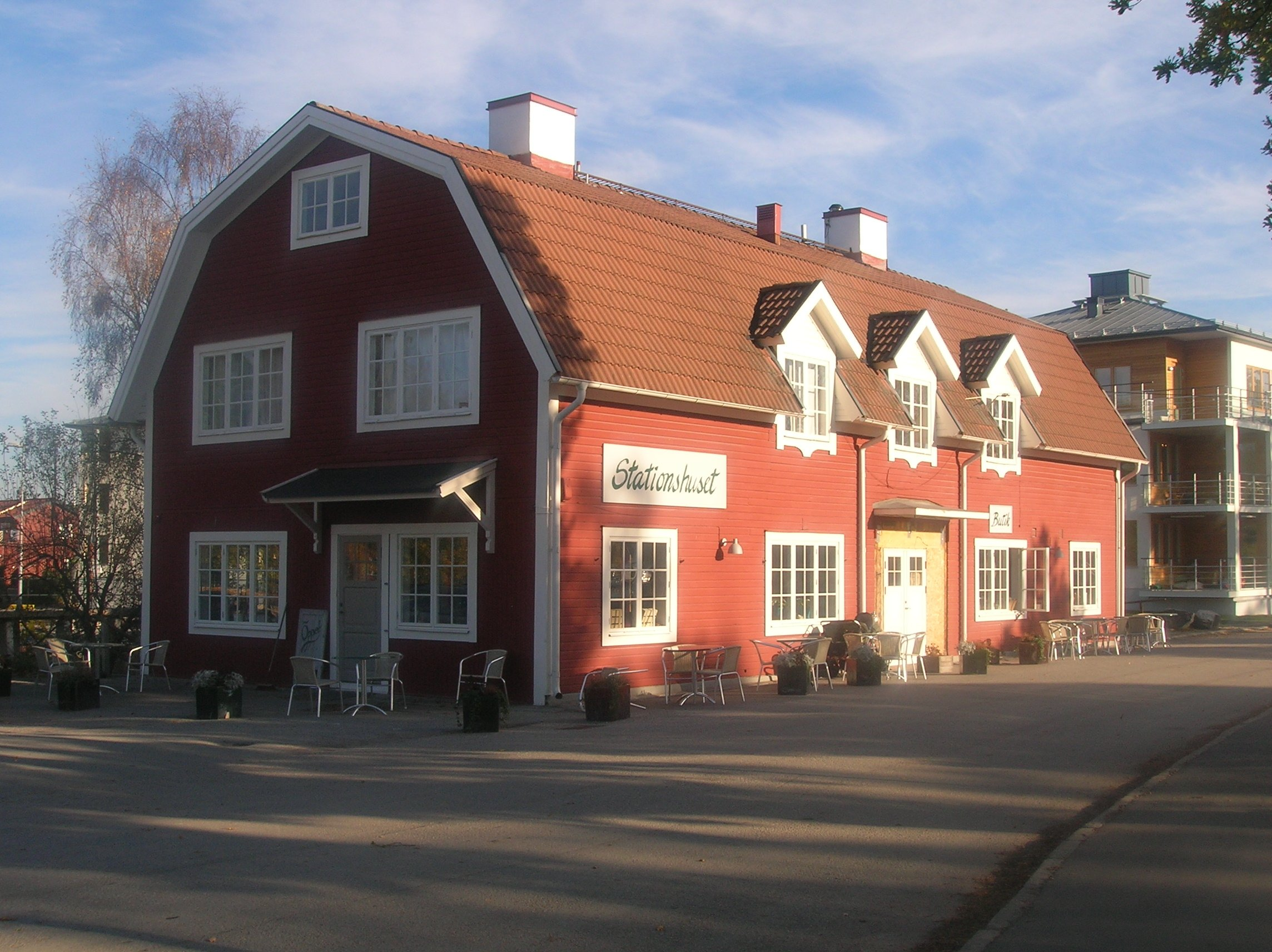
Stationsbyggnaden "Röda stugan", nya stationshuset efter 1947, vid Saltsjöbadens station.
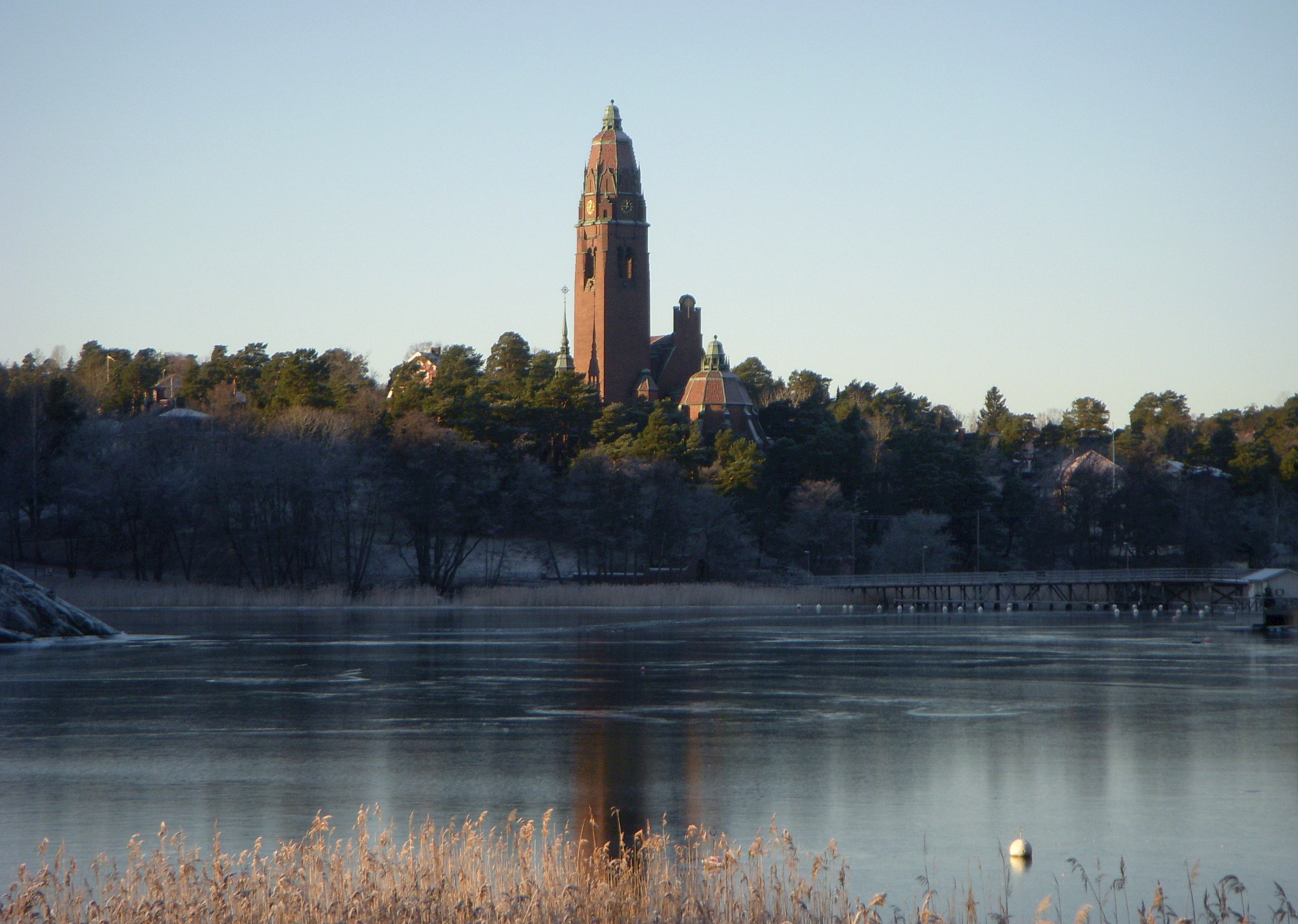
Uppenbarelsekyrkan.
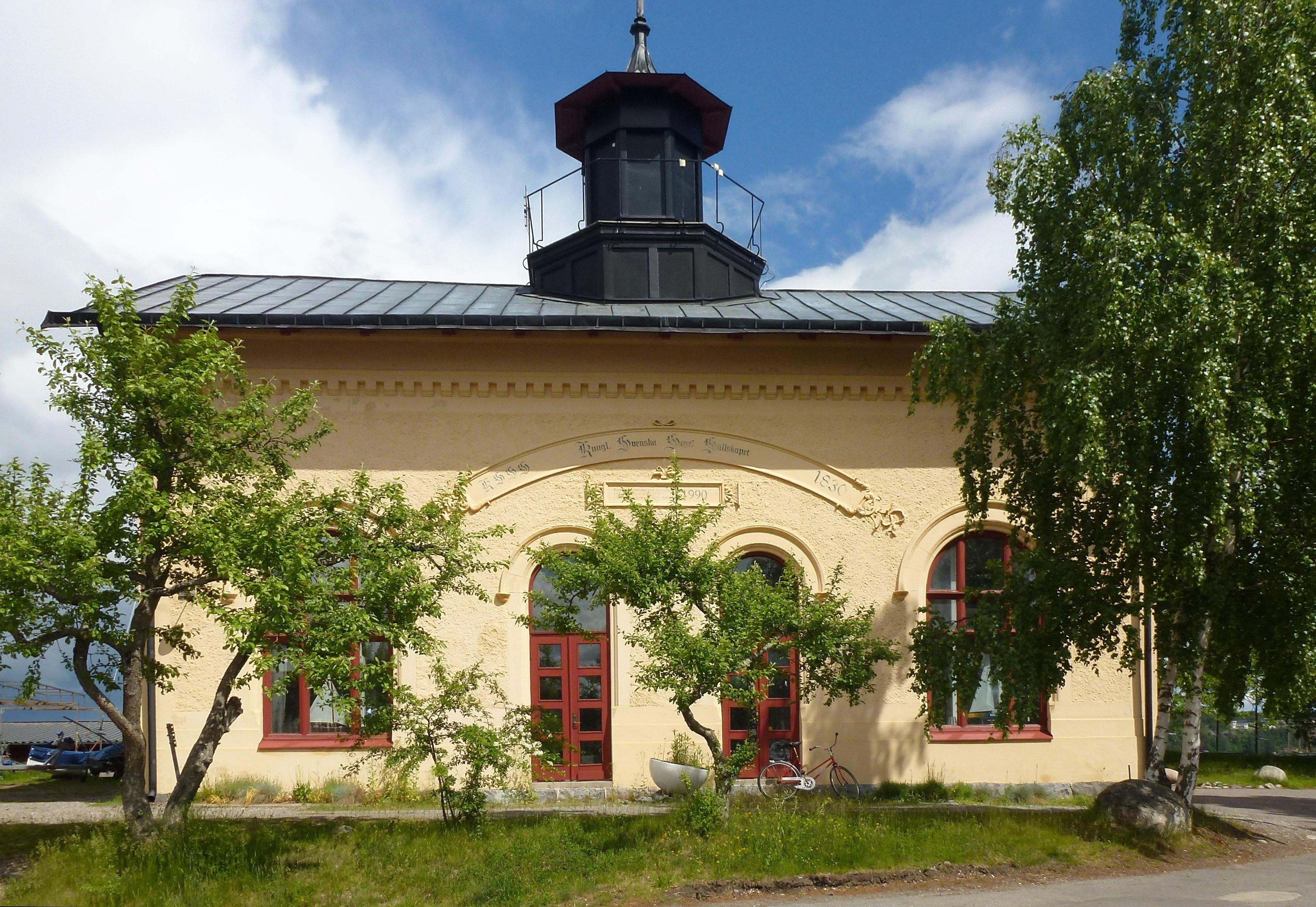
Före detta Saltsjöbadens elektricitetsverk.
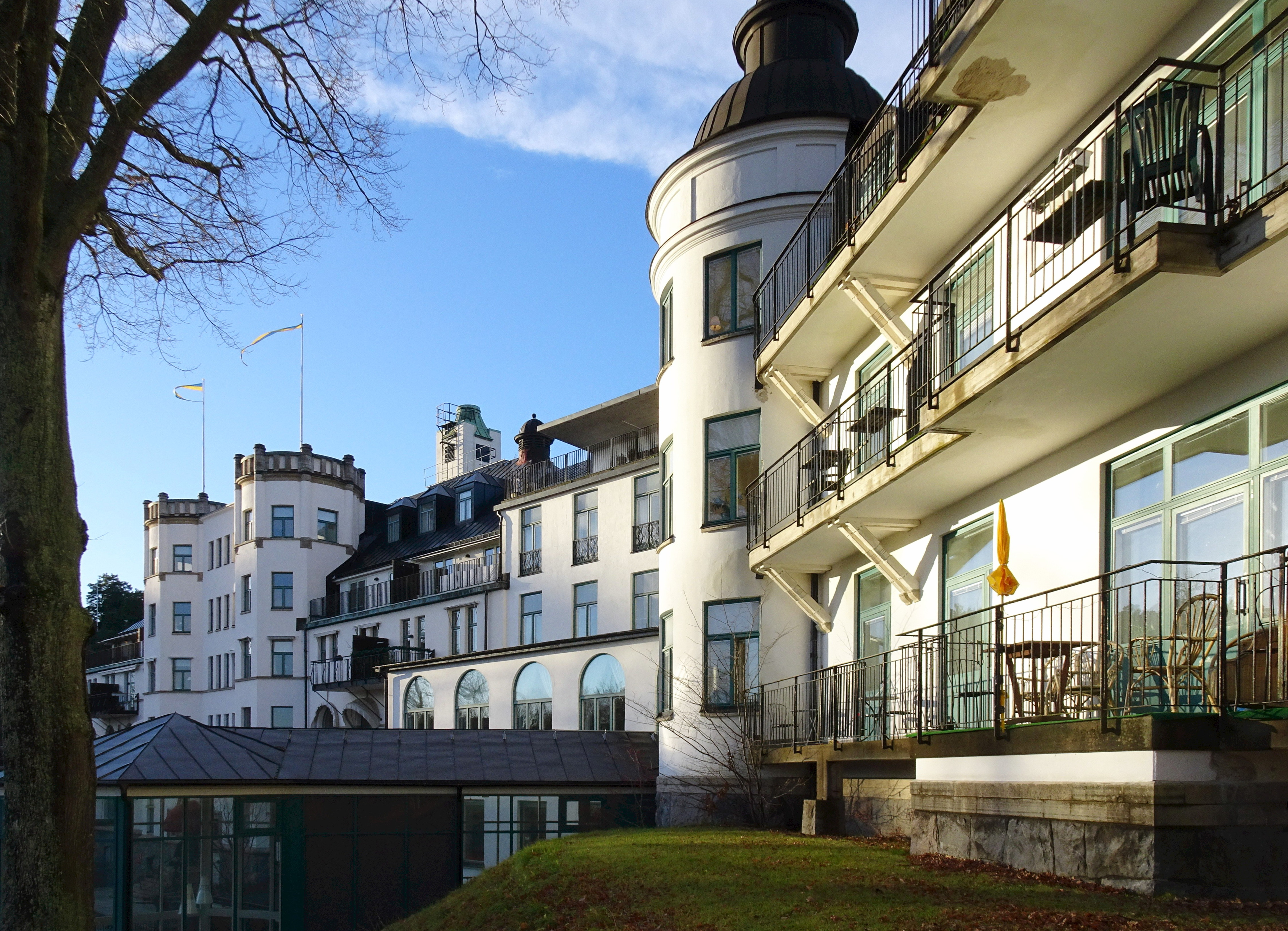
Saltsjöbadens sjukhus.

Offentlig konst
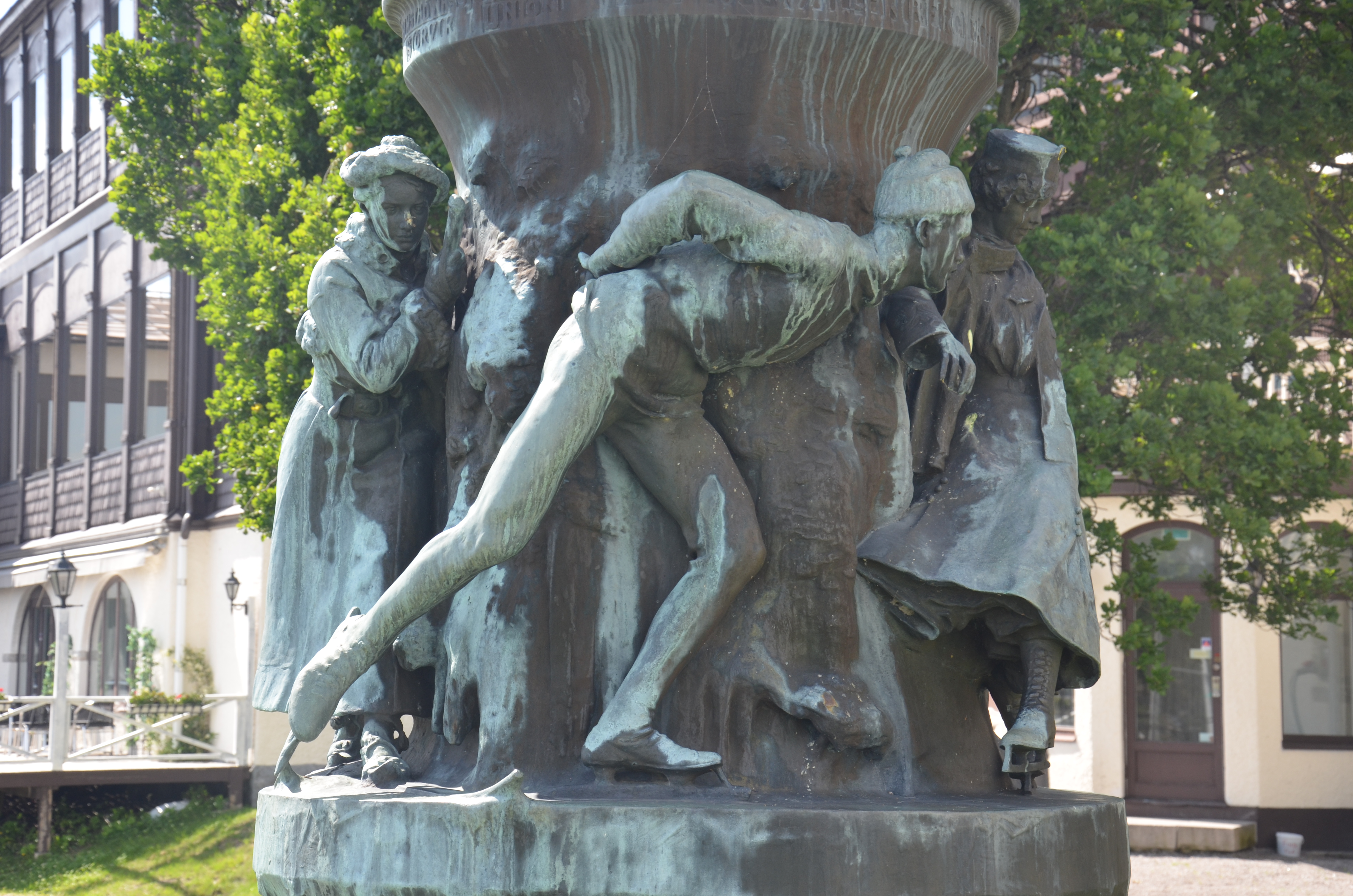
Flaggstångsbaser av Christian Eriksson
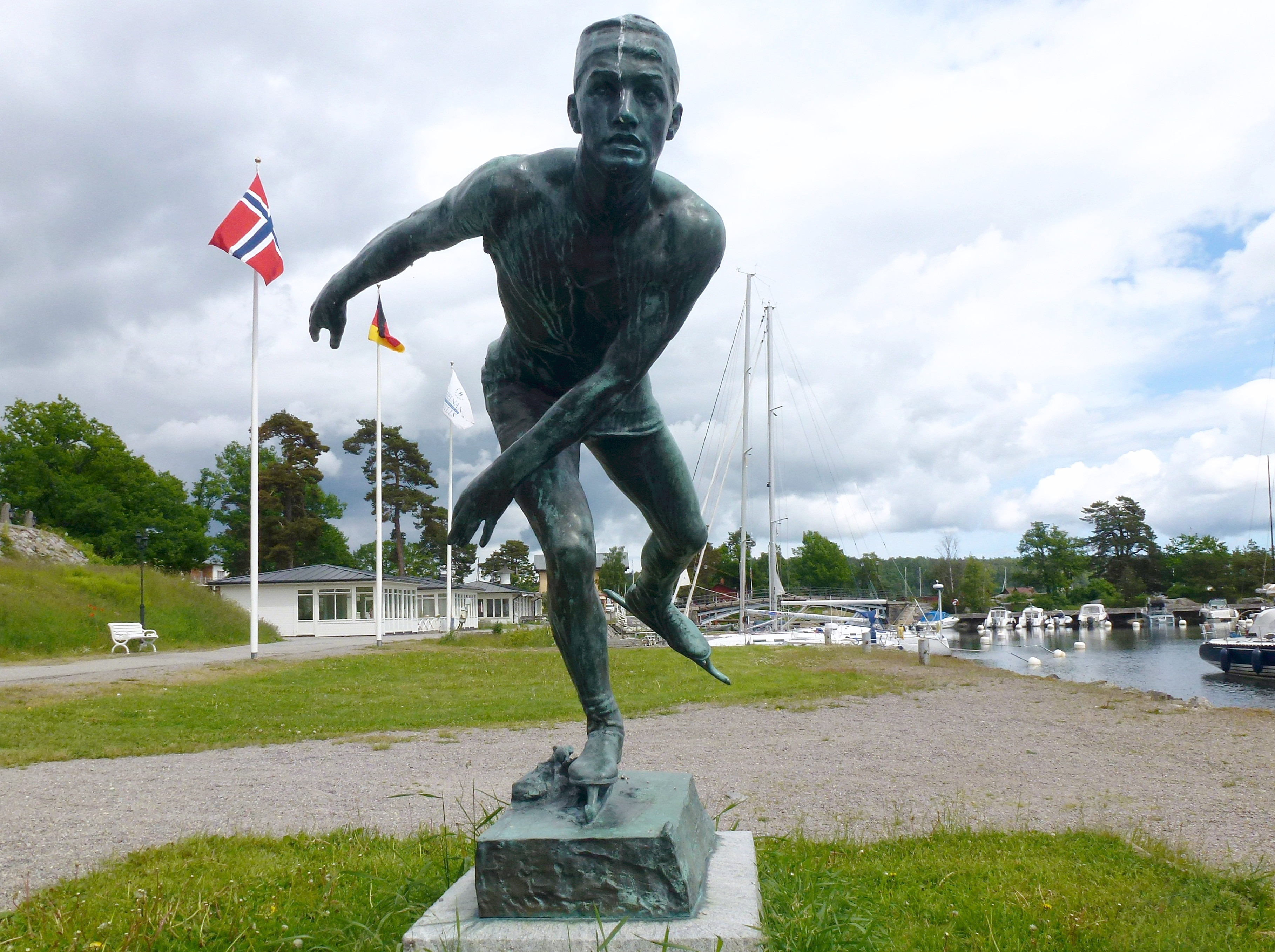
"Skridskolöparen" av Christian Eriksson
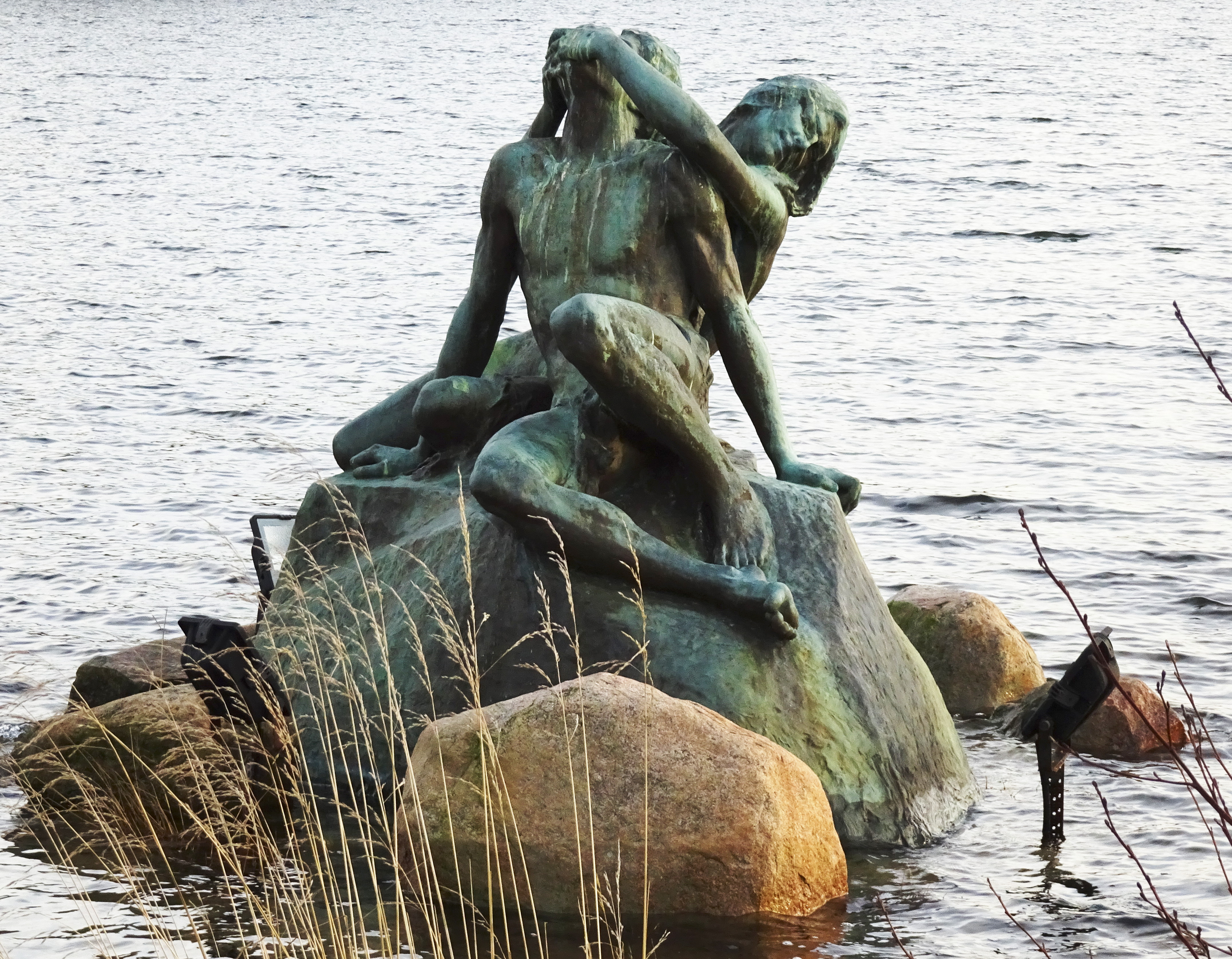
"Lek vid stranden" av Theodor Lundberg
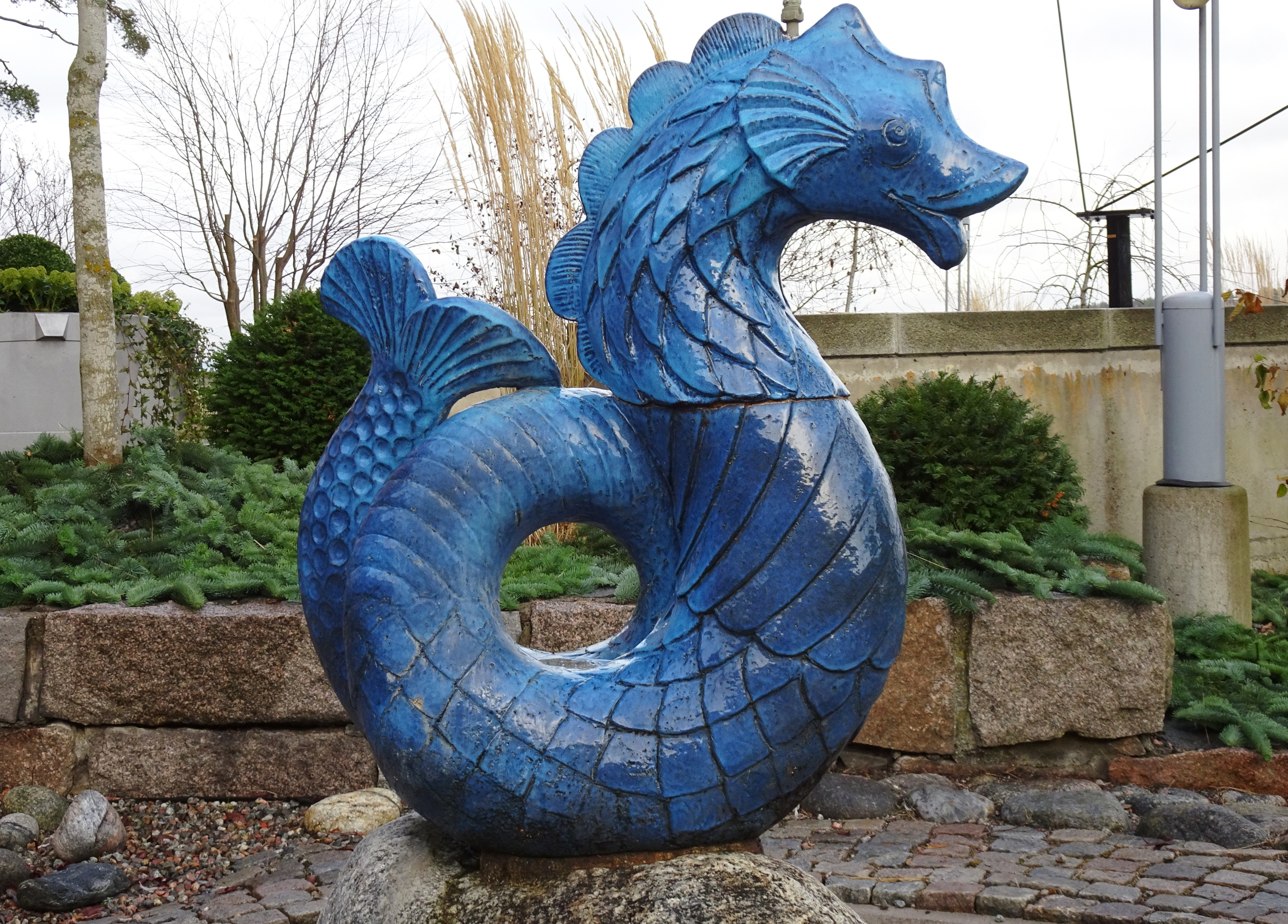
"Saltsjöbadsodjuret" av Lisa Larson
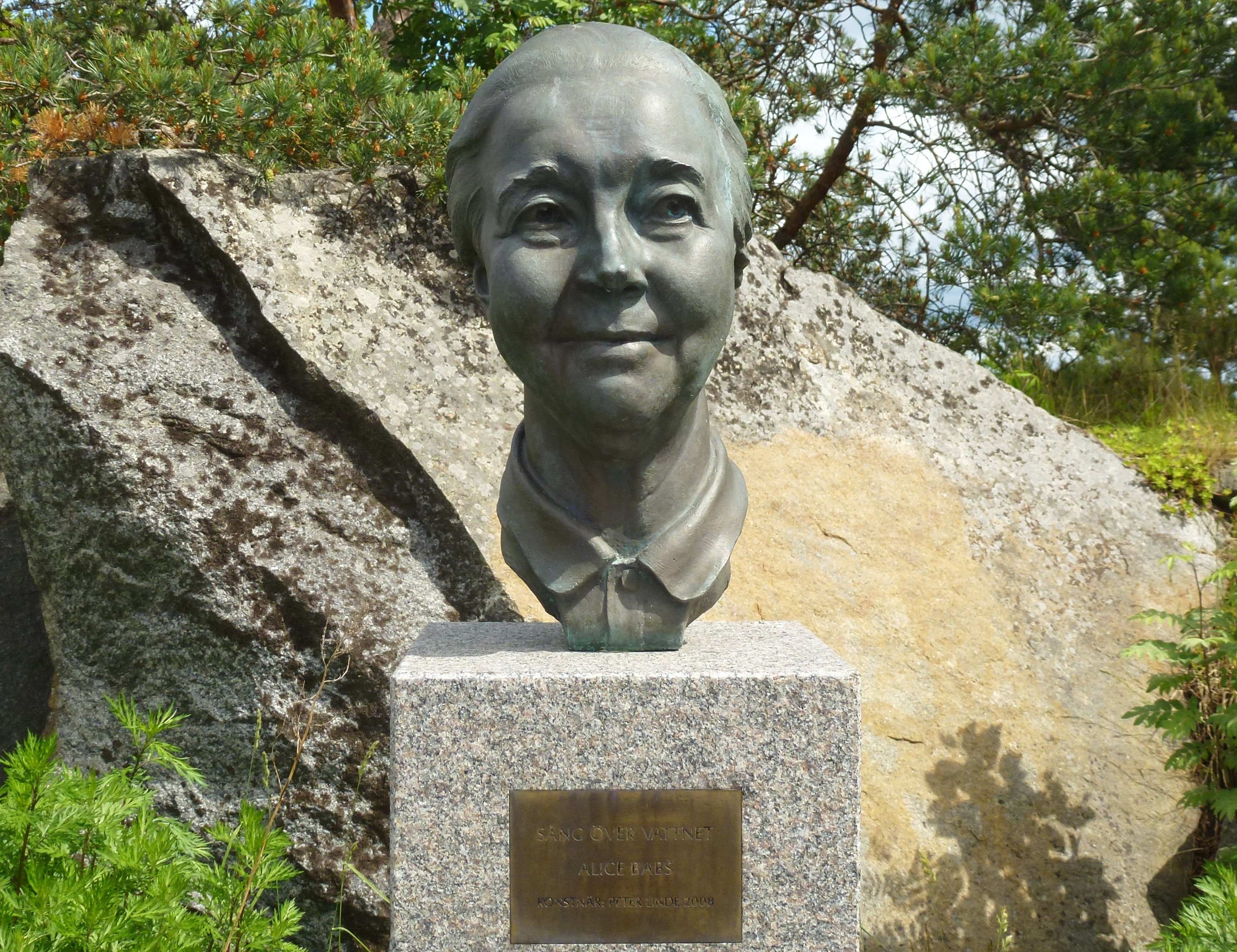
Alice Babs, skulptur "Sång över vattnet" av Peter Linde

Områden
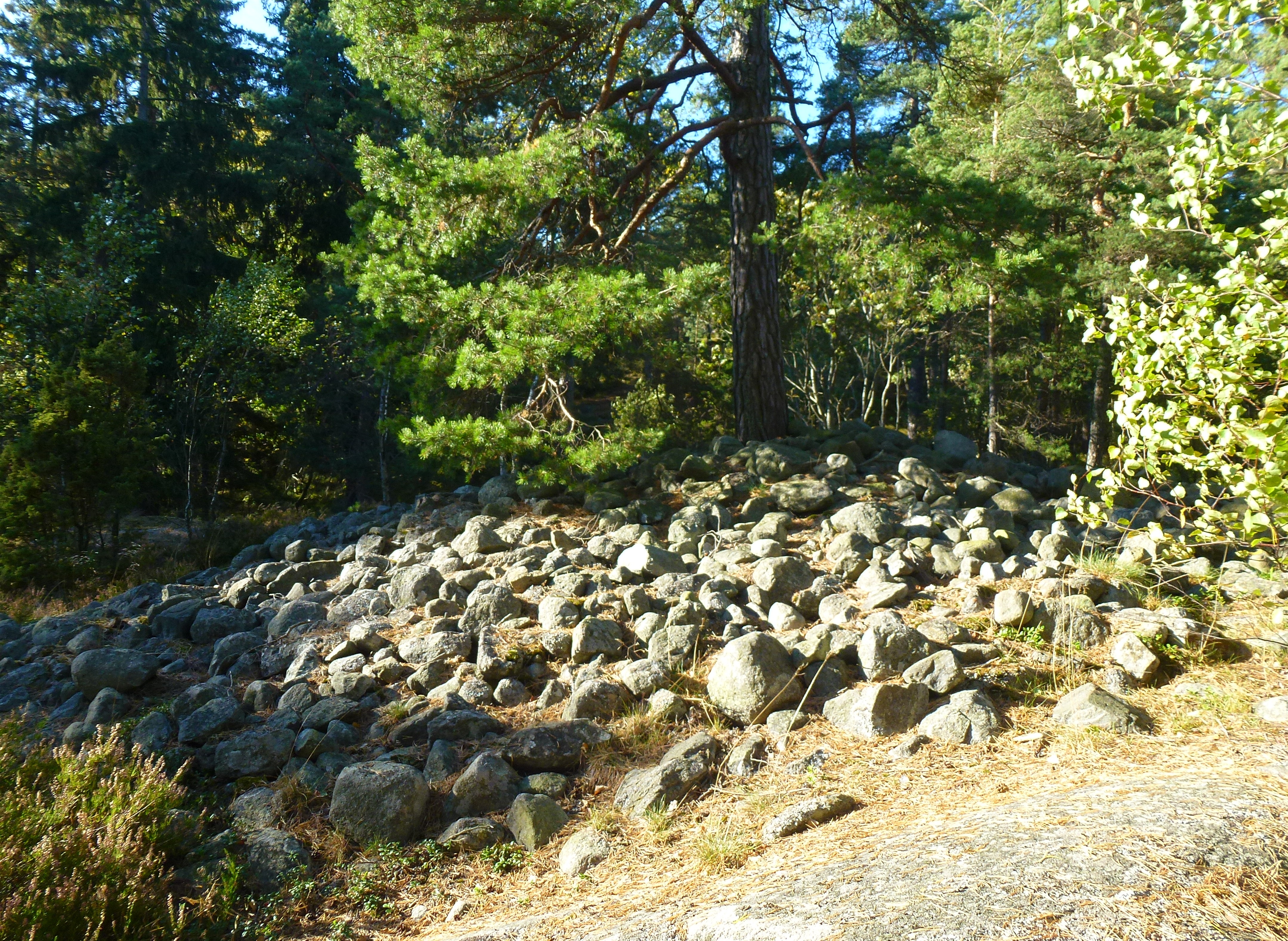
Svärdsös naturreservat, röse, RAÄ-nummer Nacka 151:1
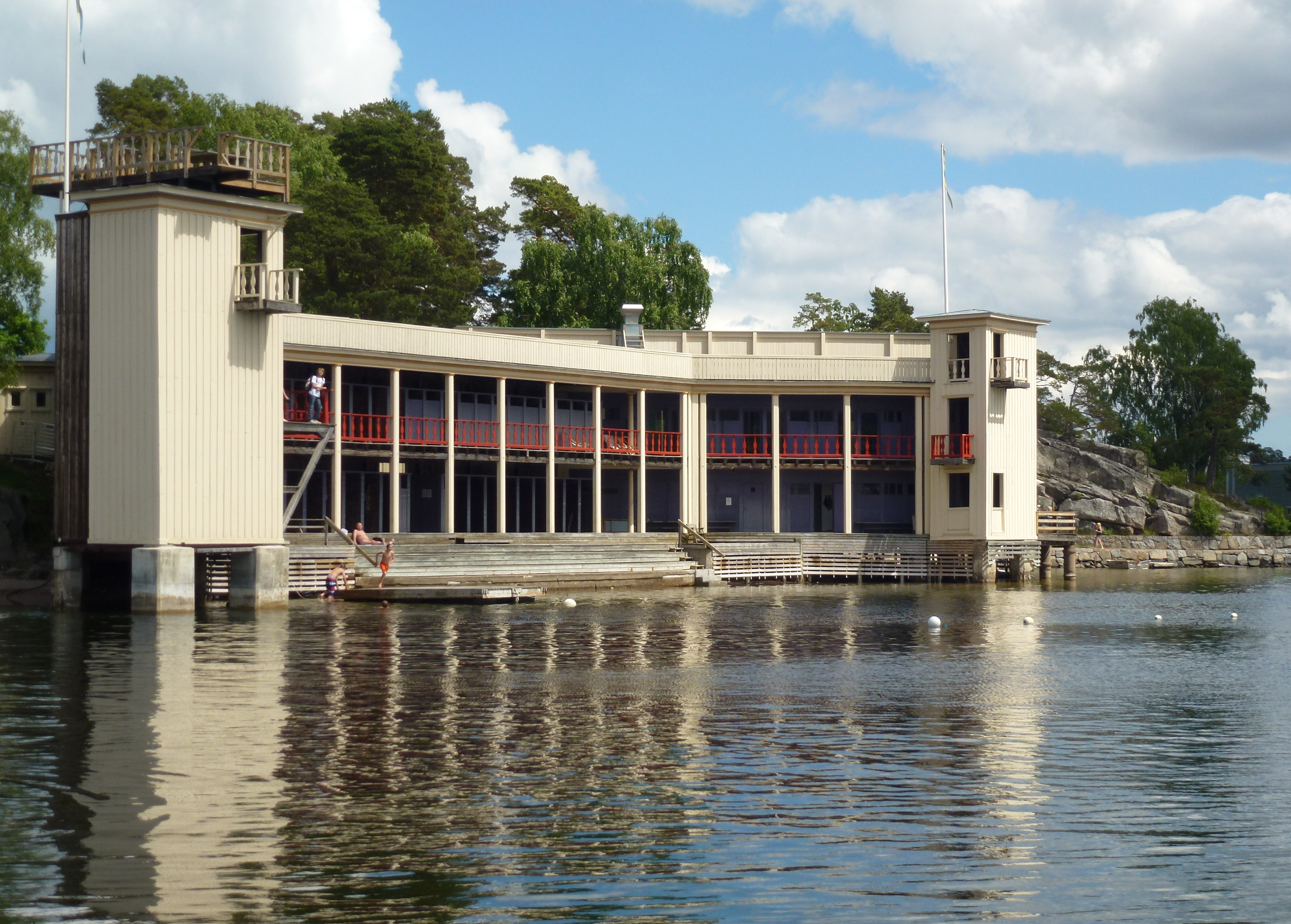
Saltsjöbadens friluftsbad  (herrbadet).
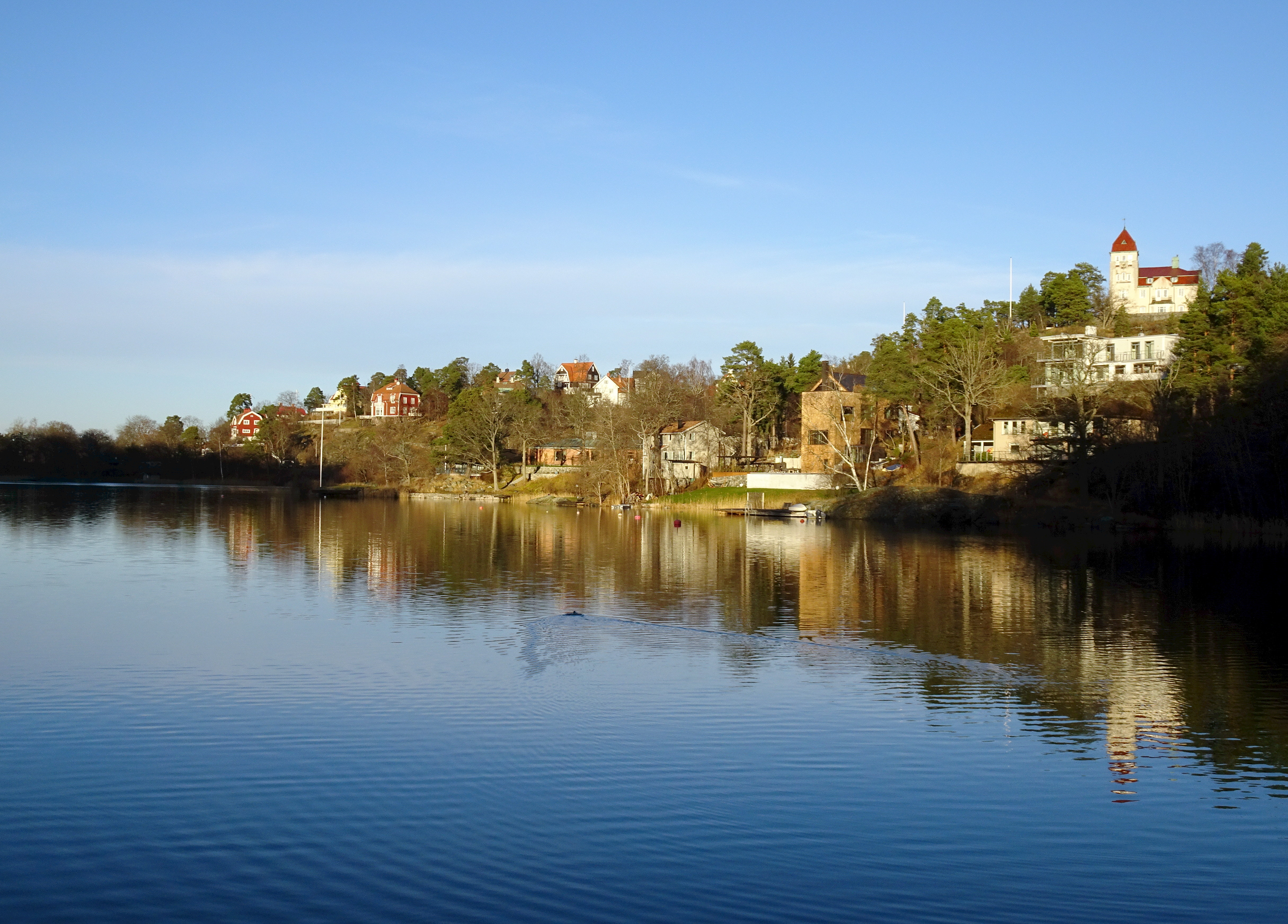
Neglingeviken.
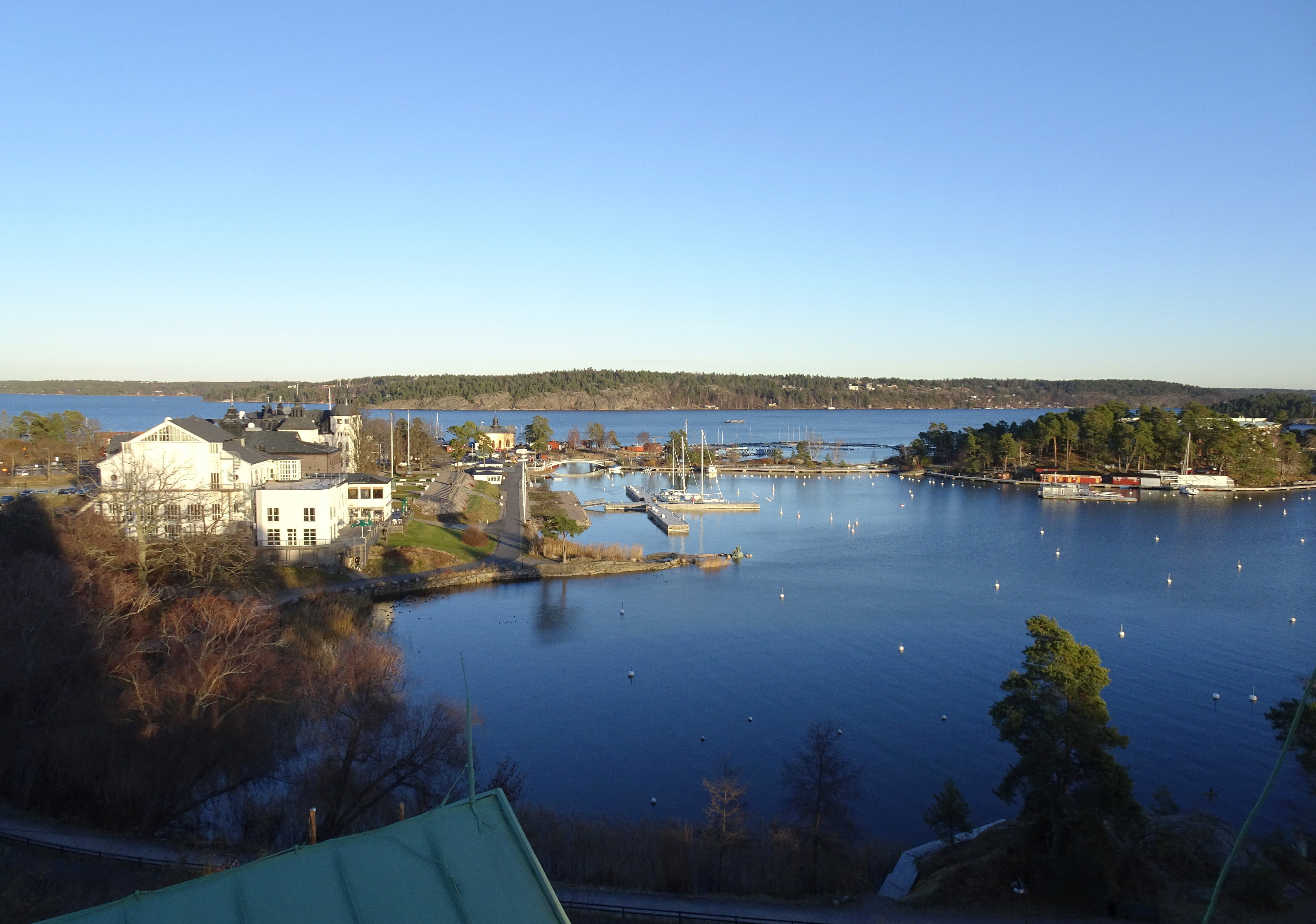
Hotellviken.
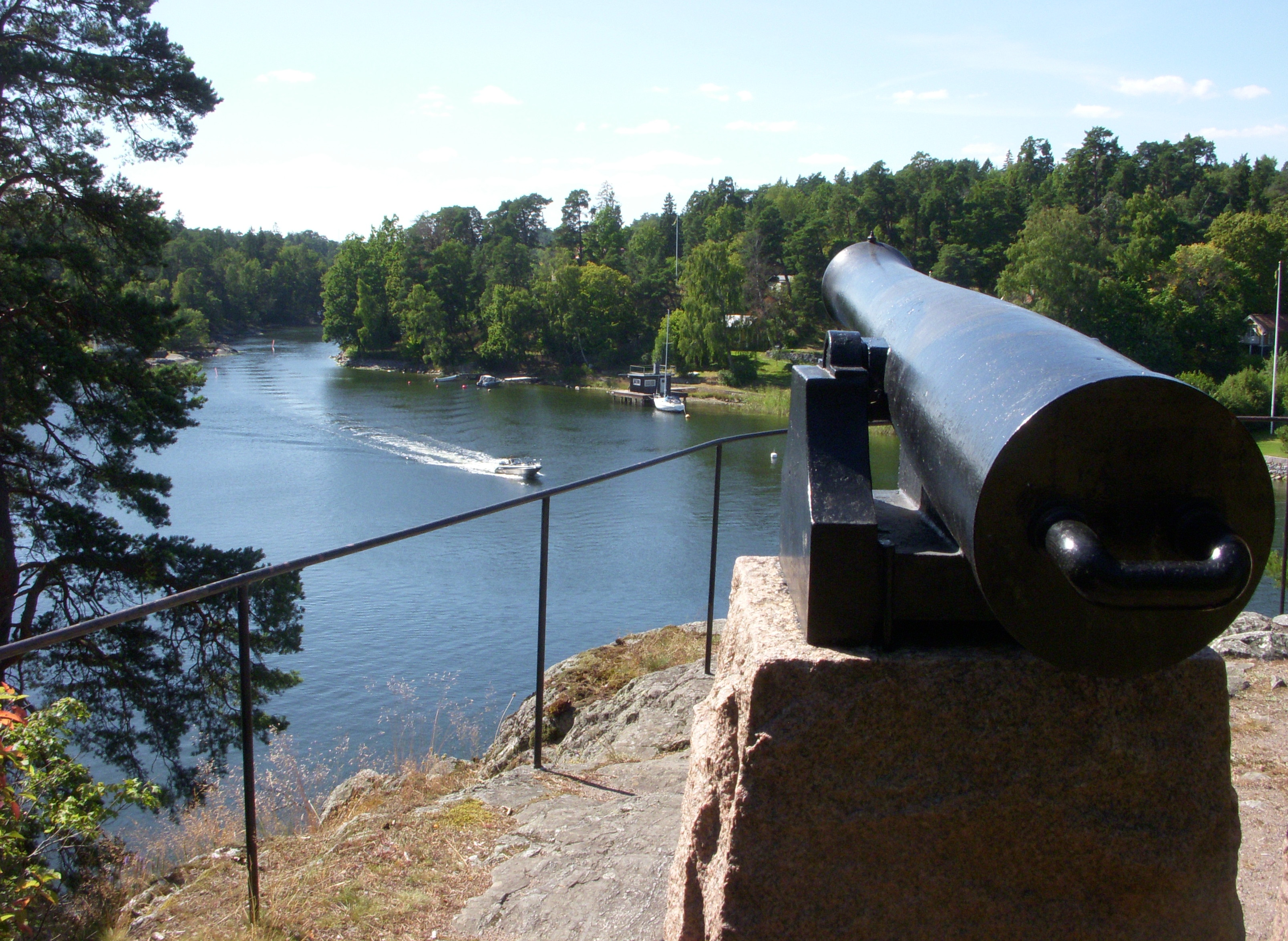
Skogsömonumentets kanon mot Baggensstäket
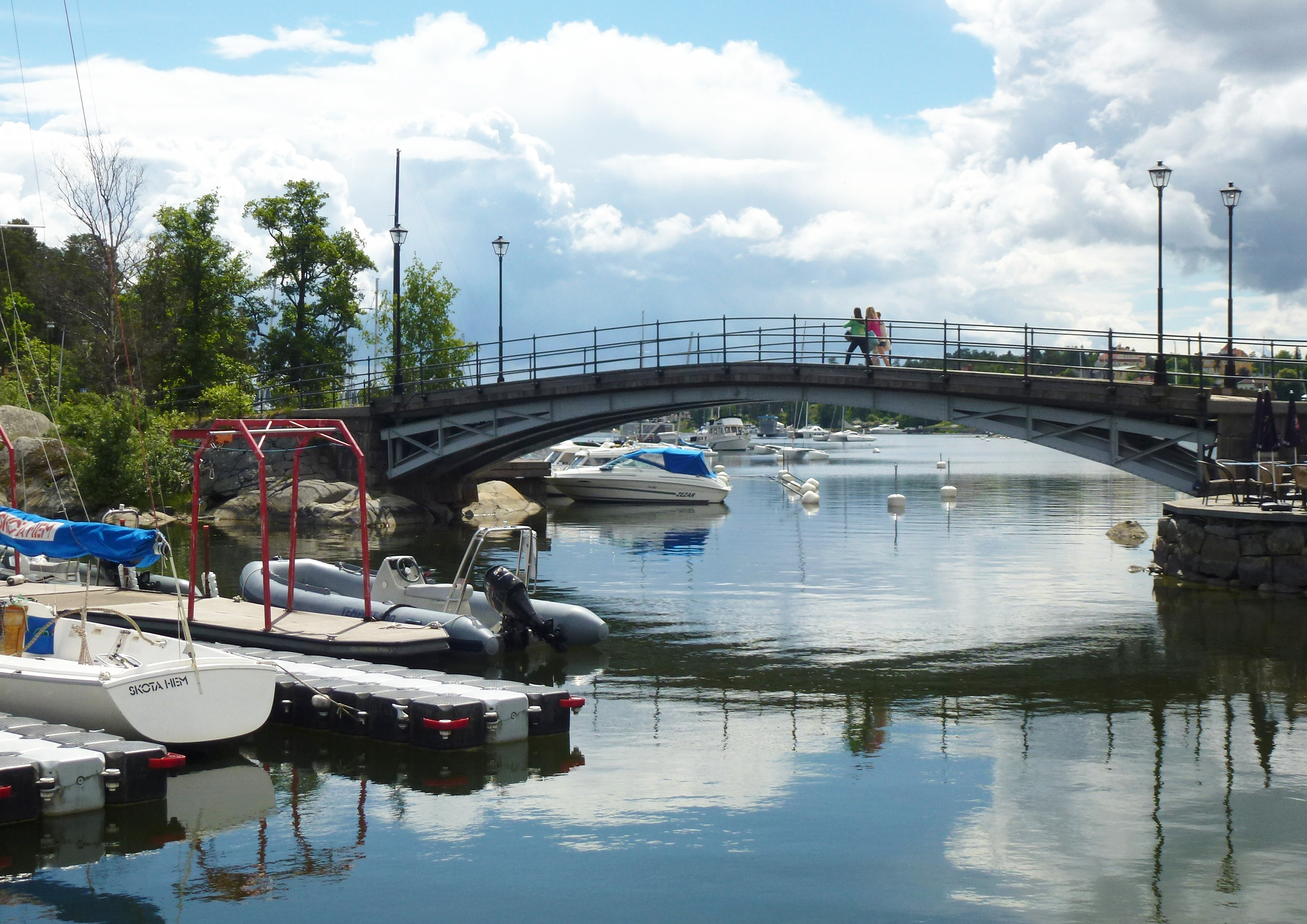
Bron till Restaurangholmen, juni 2013.